# Lockheed Martin C-130J Super Hercules
C-130J Super Hercules — чотиримоторний турбогвинтовий військово-транспортний літак виробництва американської компанії Lockheed Martin, розроблений у 1990-ті роки. Літак є глибоко й усебічно модернізованою версією C-130 Hercules із новими двигунами, кабіною пілотів, цифровізованою авіонікою та іншими оновленнями. C-130J має 19 різних конфігурацій, які включають версії для транспортних перевезень, пожежогасіння, розпилювання з повітря, допомоги при стихійних лихах, медичної евакуації, розвідки погоди, дозаправлення в повітрі тощо.
Станом на 2022 рік літак використовували 26 операторів у 22 країнах. На 22 липня 2024 року флот C-130J у світі складався із 540 літаків і накопичив понад 3 мільйони годин нальоту. Літак встановив 54 світові рекорди, зокрема рекорди швидкості та дальності польотів по замкнутому колу, швидкості на визначеному маршруті, короткого зльоту та посадки, швидкості підйому і висоти польоту з корисним вантажем.

## Історія

### Перші замовлення
16 грудня 1994 року компанія Lockheed Martin отримала від уряду Великої Британії замовлення на виробництво для Королівських повітряних сил Великої Британії (англ. Royal Air Force, RAF) нової модифікації транспортного літака C-130 Hercules моделі C-130J Super Hercules. До цього уряд кілька місяців вирішував, чи купувати новий транспортний літак у Європі, чи в Сполучених Штатах. Він мав зобов'язання придбати до 50 літаків European Future Large Aircraft (FLA, які пізніше вироблялися як A400M), щоб забезпечити 20-відсоткову участь Великої Британії в програмі FLA й не підважити позиції British Aerospace як виробника крил для FLA та в майбутніх комерційних проєктах Airbus Group; це зобов'язання зменшило розмір замовлення на придбання C-130J. Повітряні сили Великої Британії замовили 25 літаків C-130J за загальною фіксованою ціною 1,6 мільярда доларів США (~ 2.87 мільярда доларів на рівень 2023 року). Уже перші поставки C-130J дозволили британському міністерству оборони до кінця 1996 року замінити половину парку застарілих літаків Hercules Повітряних сил, тоді як літак FLA очікувався не раніше 2003 року. Реально ж, перші літаки A400M із 25 замовлених поступили на озброєння Повітряних сил Великої Британії в листопаді 2014 року.
Щоб прискорити продаж військових і комерційних версій літака, Федеральне управління цивільної авіації (FAA) спершу провело його цивільну сертифікацію. Це не було нормативною вимогою Повітряних сил Великої Британії, але передбачалося контрактами з деякими наступними клієнтами Lockheed Martin, зокрема Повітряними силами США (англ. United States Air Force, USAF) та Королівськими ВПС Австралії (англ. Royal Australian Air Force, RAAF). 6 листопада 1996 року Повітряні сили США та Lockheed Martin підписали базовий контракт, який містив початкове замовлення на два літаки C-130J та запасні частини, п'ятирічні опціони до 2000 року на додаткові літаки, технічну підтримку й навчання. З 1996 року до 2001 року було заплановано закуповувати щороку по два літаки для заміни літаків C-130E, термін експлуатації яких наближався до завершення..

### Удосконалення відповідно до контрактних вимог
Програми постачання літаків C-130J замовнику стримувалися перебоями в інтеграції програмного забезпечення, які подовжили графік робіт на три місяці. Потім виникла дев'ятимісячна затримка, спричинена проблемою звалювання літака, усунення якої вимагало істотного доопрацювання судна. Проблема була зумовлена додатковою потужністю двигунів і збільшенням кількості лопатей гвинтів з 4 до 6; це змінило аеродинаміку таким чином, що літак набув схильності звалюватися й кренитися на менших швидкостях. Компанія Lockheed Martin витратила п'ять місяців на 20 невдалих спроб виправлення проблеми, але причини звалювання були настільки різними, що корективи, які вносили інженери, стосувалися лише деяких його конкретних умов (наприклад, аварійного вимкнення живлення). Зокрема, кабіна пілота була доповнена штовхачем штурвала, який автоматично відхиляв штурвал, зменшуючи кут атаки, якщо пілот не реагував на попередження про звалювання. Це рішення було тимчасовим, поки не розробили аеродинамічні вирішення всіх причин звалювання.
Наприкінці 1997 року компанія виявила, що проблеми з креном і звалюванням можуть бути спричинені обледенінням. Встановлені на C-130J двигуни Rolls-Royce AE 2100 D3 були економнішими, ніж попередні Allison T56, і не забезпечували достатнього обігрівання хвостової частини літака. Це було очікуваним, та нова система захисту від обледеніння виявилася недостатньо ефективною в екстремальних умовах польоту. Тоді інженери були змушені посилити дію системи, зокрема на вертикальному стабілізаторі. Також для усунення небезпеки від обледеніння було застосоване гумове покриття нижньої частини вертикального оперення C-130J. Загалом антиожеледні рішення затримали програму ще на п'ять місяців. Розв'язуючи ці проблеми, Lockheed Martin перевищила початковий бюджет розробки C-130J на 300 мільйонів доларів США.
До травня 1998 року компанія витратила на розробку C-130J понад 900 мільйонів доларів США (~1,57 мільярда доларів на рівень 2023 року), а до кінця 1998 року через затримки постачання літака додатково заборгувала Повітряним силам Великої Британії близько 50 мільйонів доларів США штрафів (~87,2 мільйона доларів на рівень 2023 року). У вересні 1998 року після 4000 годин льотних випробувань літак був сертифікований FAA, а 1999 року розпочалися його постачання для Повітряних сил Великої Британії у модифікаціях Hercules C4 (C-130J-30) і Hercules C5 (C-130J).
23 липня 2004 року Генеральний інспектор армії США у 34-сторінковому звіті стверджував, що літаки C-130J все ще не відповідають контрактним вимогам і тому рекомендував помічнику Міністра повітряних сил з питань закупівель не укладати контракти на додаткову модернізацію допоки не буде поставлено літак, який відповідатиме умовам контракту. Проте, помічник Міністра не погодився з рекомендацією, вважаючи, що компанія Lockheed Martin постачає літаки C-130J, які відповідають умовам контракту, а всі необхідні роботи з модернізації заплановані або вже завершені.. 23 грудня 2004 року заступник міністра оборони США Пол Вулфовіц таки схвалив програму бюджетного комітету щодо припинення 2006 року закупівлі C-130J для Повітряних сил та завершення закупівлі решти KC-130J для Корпусу морської піхоти. Це рішення мало заощадити 5 мільярдів доларів США в бюджеті Пентагону. На підтримку рішення висувалися аргументи про такі недоліки C-130J, як нездатність скинути важке обладнання, виконувати бойові пошуково-рятувальні завдання, ризик удару десантників об фюзеляж під час десантування, неефективність радара під час урагану, перевищення вартості. Проте 10 травня 2005 року міністр оборони США Дональд Рамсфелд скасував це рішення. На думку членів Конгресу США відмова від попередніх замовлень на 62 літаки Повітряних США протягом наступних п'яти років призвела б до приблизно 2 мільярдів доларів США (~3 мільярди доларів США на рівень 2023 року) витрат уряду на розірвання контракту, а це перевищило б саму вартість придбання літаків.
З 2004 по 2009 рік з урахуванням застережень військових літаки C-130J були модифіковані за стратегією послідовного удосконалення різних компонентів, зокрема систем зв'язку, навігації, ідентифікації та обробки вантажу. Так, випробування, які тривали з жовтня до грудня 2004 року на авіабазі «Едвардс», визначили остаточні налаштування, необхідні для удосконалення програмного забезпечення C-130J. Тестування 418-ї льотно-випробувальної ескадрильї включали польоти у строю, скидання вантажів з повітря, випробування системи запобігання зіткненням, комп'ютерне тестування заходження на посадку та випробування шуму та вібрацій. До модернізації C-130J міг здійснювати повітряне скидання контейнерів із загальним обмеженням у 12 700 кг за максимально допустимої вантажності літака 19 051 кг. Безпекове обмеження маси було введено через те, що буферні обмежувачі кріплення палет не витримували більшого навантаження. Однак, завдяки здатності літака C-130J здійснювати повітряне скидання на низькій швидкості, можна було збільшити загальну масу вантажів до максимальної вантажності, застосовуючи низькошвидкісні палети більшого розміру, які кріпляться потужнішими якорями, а не буферними обмежувачами.
Вперше літаки C-130J «Геркулес» Повітряних сил США були розгорнуті наприкінці 2004 року. У грудні 2004 року літак C-130J зі складу повітряних сил Національної гвардії штату Меріленд вперше вилетів для участі в бойових діях в Іраку, де в січні 2005 року була відпрацьована система повітряної контейнерної доставки зброї й продовольства бійцям на полі бою (до 18 000 кг за один виліт). Зі 168 контейнерів, скинутих з 24 по 28 січня того ж року, жоден не був пошкоджений, отже випробування показали 100-відсоткову живучість десантування.
У червні 2008 року ВПС Сполучених Штатів уклали з Lockheed Martin контракт на суму 470 мільйонів доларів (~653 мільйони доларів на рівень 2023 року) на закупівлю шести модифікованих літаків KC-130J для використання ВПС та Командуванням спеціальних операцій США. За контрактом створювалися варіанти HC-130J Combat King II й MC-130J Combat Shadow II, які мали замінити застарілі моделі HC-130 і MC-130. Ці версії C-130J після завершення випробувань надійшли до замовників 2011 року. Наступні модернізації фінансувалися як ВПС США, так й іноземними військовими замовниками. 2008 року вартість базового C-130J становила 62 мільйони доларів США, а 2017 року — вже 75,5 мільйонів доларів США.

## Опис конструкції

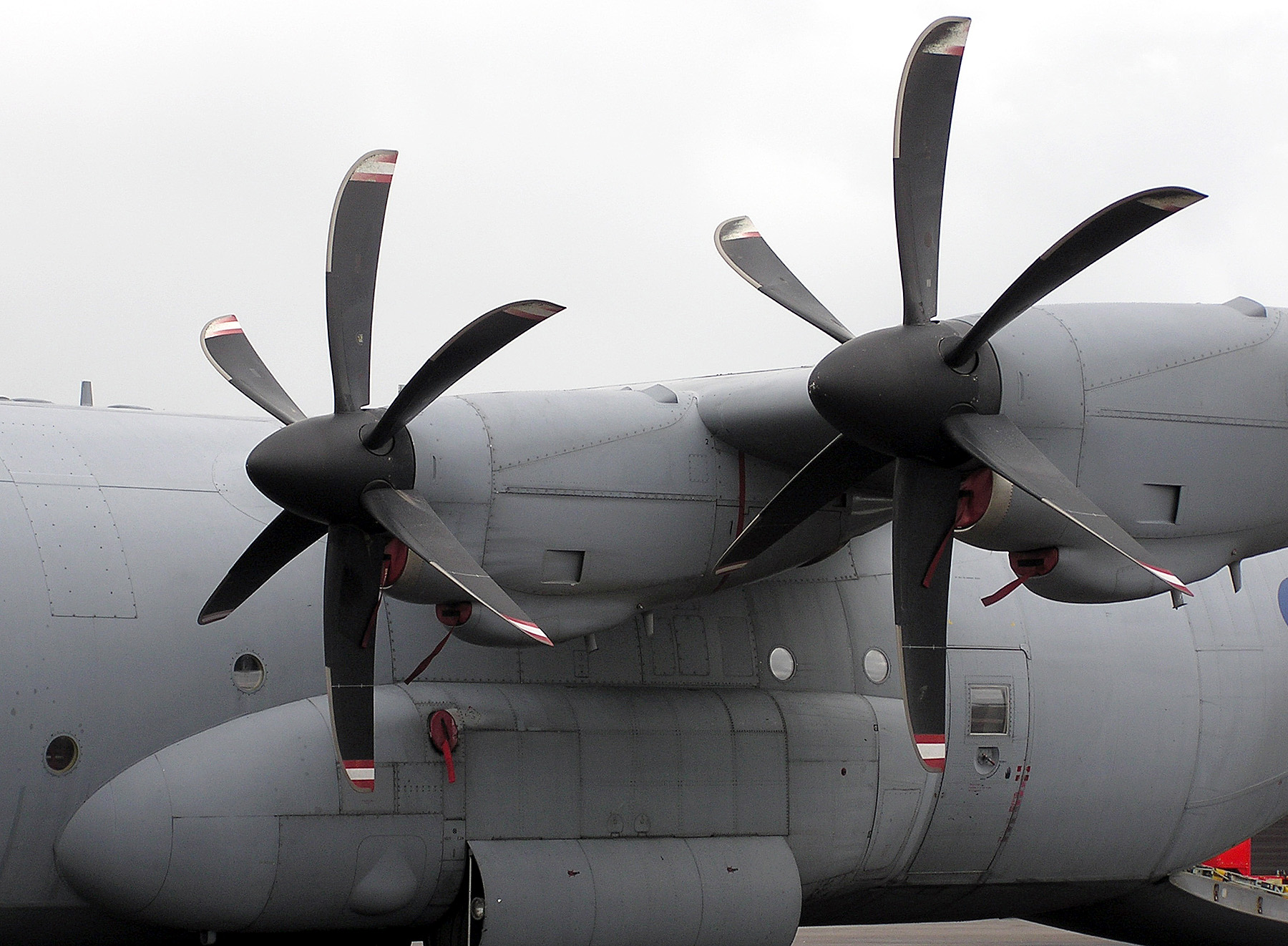
Шестилопатні гвинти Dowty R391 з регульованим та реверсивним кроком лопатей C-130J-30 в зафлюгованому положенні

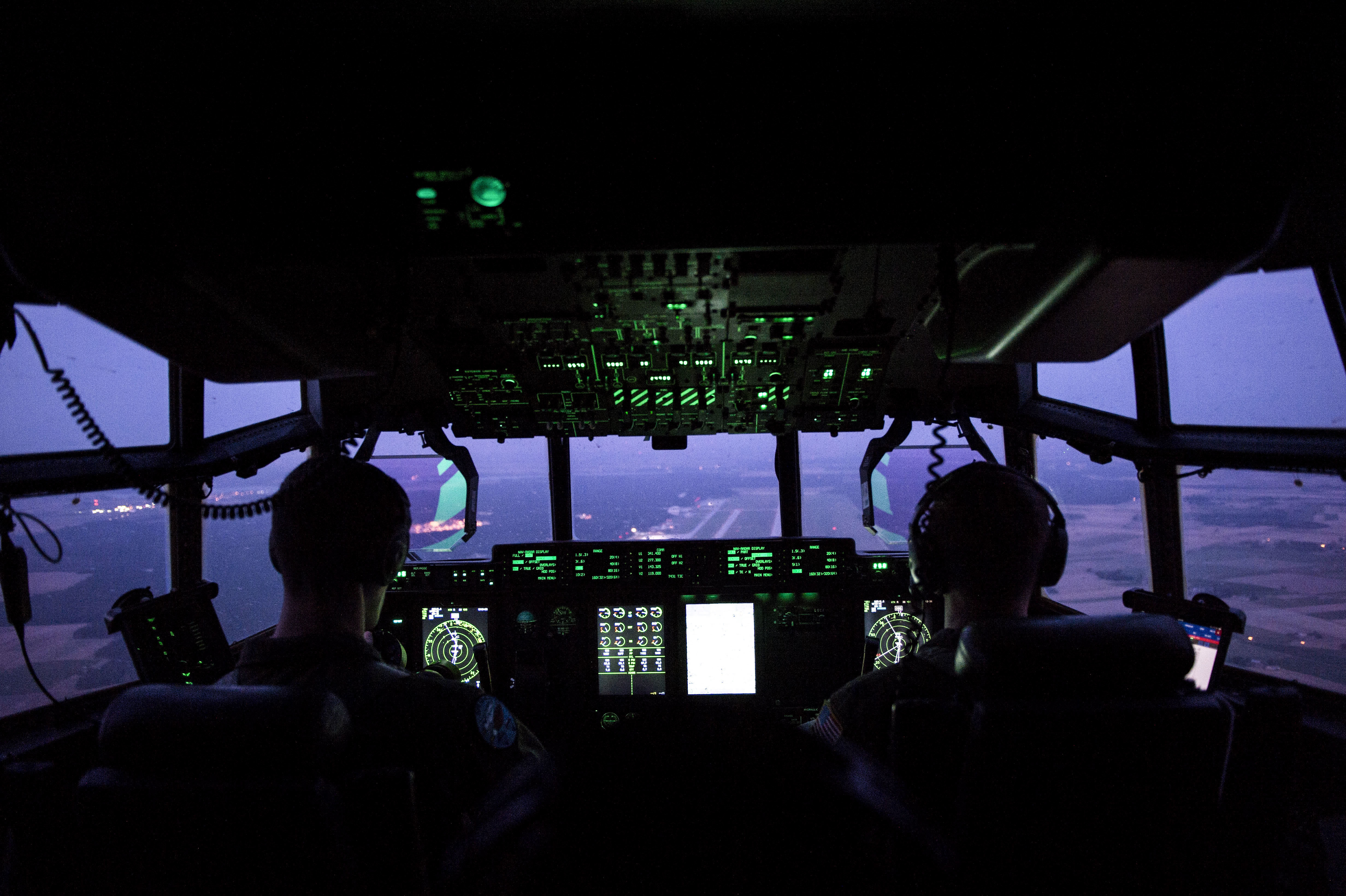
Дисплеї HUD перед пілотами в кабіні C-130J Super Hercules

Літак C-130J схожий за силуетом з класичним C-130, але істотно відрізняється від нього технічними компонентами. Нижче описано відмінності конструкції C-130J відносно оригінального літака.

### Силова установка
Літак оснащений новими турбогвинтовими двигунами Rolls-Royce AE 2100 D3 з шестилопатевими гвинтами Dowty R391 з регульованим (до 35 градусів) та реверсивним кроком композитних шаблеподібних лопатей.
Двигуни використовують електронно-цифрову систему управління FADEC (англ. Full Authority Digital Engine Control), яка керує як двигуном, так і його пропелером, безперервно обробляє та аналізує ключові параметри двигуна й керує фазою запуску, а потім усім робочим діапазоном двигуна, від ялового ходу до повного газу, забезпечує автоматичне вимкнення при перевищенні швидкості та попередження в разі виникнення несправностей.
Застосована автоматична система управління тягою (ATCS) (англ. Аutomatic Thrust-Control System) автоматично керує асиметричною тягою, яка виникає в результаті відмови одного з двигунів. Якщо під час зльоту один з двигунів вийшов би з ладу на повній потужності, його гвинт відразу без впиву екіпажу виводиться на яловий режим, а потужність протилежного двигуна автоматично зменшується до такої міри, щоб літак зберігав напрямок руху і безпечно продовжував набір висоти.
Двигуни працюють на сертифікованому авіаційному паливі JP-8 з протиожеледними додатками, інгібіторами корозії, додатками мастильних матеріалів й антистатиків, яке з 1995 року в армії США повсюдно замінило паливо JP-4... Паливна система може бути доповнена додатковими підкрильними паливними баками. Вже на стадії виробництва літак був оснащений приймачем для дозаправки паливом у повітрі.
Заміна двигунів покращила льотні характеристики літака порівняно з попередниками C-130, зокрема, на 40 % збільшила дальність польоту, на 21 % — максимальну швидкість і на 41 % зменшила довжину розбігу перед зльотом. Час набору висоти скоротився на 50 %: C-130J міг досягти 28 000 футів всього за 14 хвилин.

### Авіоніка
Сучасна пілотажна цифрова авіоніка, розрахована на двох пілотів, складається з чотирьох багатофункціональних рідкокристалічних (LCD) дисплеїв, двох голографічних дисплеїв (HUD) в кабіні, які відображають важливі покази приладів перед кожним пілотом, а також електронних цифрових пристроїв для керування польотом літака та систем управління й навігації, нового цифрового автопілота. Дисплеї та загальне освітлення літака сумісні з системою нічного бачення ВПС США. Шина даних 1553 та два блоки інтерфейсу резервної шини дозволяють подвійно резервувати системи літака. Два комп'ютери забезпечують інтегровану систему діагностики, яка реєструє й контролює стан компонентів конструкцій і систем літака.
Завдяки інтегрованій системі навігації в складі метеорологічного і навігаційного радара AN/APN-241, подвійної навігаційної системи — інерційної та GPS (GPS/INS) — і цифрової картографічної системи, C-130J може здійснювати повітряне десантування з одного літака або з'єднання за будь-якої погоди, посадку в умовах, визначених приладами, без маркерів зон. Малопотужний кольоровий радар AN/APN-241 розробила компанія Northrop Grumman відповідно до експлуатаційних вимог спеціально для транспортних літаків C-130 «Геркулес». Він забезпечує картографування місцевості з високою роздільною здатністю на кольорових дисплеях, що дозволяє здійснювати точну навігацію, прогнозувати силу і напрям вітру, щоб забезпечити точне десантування. Незалежні режими роботи радара дозволяють двом пілотам отримувати різну інформацію: одночасно і окремо переглядати карти погоди, місцевості, параметри вітру.
Нова авіоніка та інтегрована система навігації значно полегшили роботу льотного екіпажу, поліпшили ситуаційну обізнаність пілотів та зробили керування літаком безпечнішим, особливо під час складних маневрів на малих висотах. Літак також оснащений повністю інтегрованими захисними системами: система попередження про ракетний напад AN/AAR-47, система викидання засобів протидії AN/ALE-47, приймач радіолокаційних попереджень AN/ALR-56M.

### Вантажний відсік
Модель «J» виробляється в стандартному (C-130J) та подовженому на 4,57 м варіантах (C-130J-30). Стандартний C-130J має практично ті ж розміри, що і літаки C-130E/H. Подовжена версія має видовжений фюзеляж внаслідок двох вставок: у передній частині перед крилами завдовжки 2,54 м (100 дюймів) та позаду крил завдовжки 2,03 м (80 дюймів). Розміри стандартного вантажного відсіку C-130J: довжина — 12,5 м, ширина — 3,05 м, висота — 2,74 м. Подовжений варіант фюзеляжу на 30 відсотків збільшує корисний об'єм вантажного відсіку, отже зростає кількість завантажених піддонів, палет, десантних платформ чи місць для сидіння, що забезпечує значні переваги при транспортуванні пріоритетних вантажів чи особового складу коштом скорочення кількості вильотів, необхідних для виконання конкретної місії.
На відміну від коротшої модифікації, вантажний відсік якої вміщує 92 військовослужбовці або 64 десантники, подовжений літак C-130J-30 може перевозити до 128 військовослужбовців, або 92 десантники, або комбінацію пасажирів та вантажу, яка не перевищує місткості салону. Його використання на заміну літаків С-130E/H, С130J зменшує кількість необхідних вильотів, що зменшує ризики як для екіпажів, десантників, так і літаків, а також призводить до економії коштів.

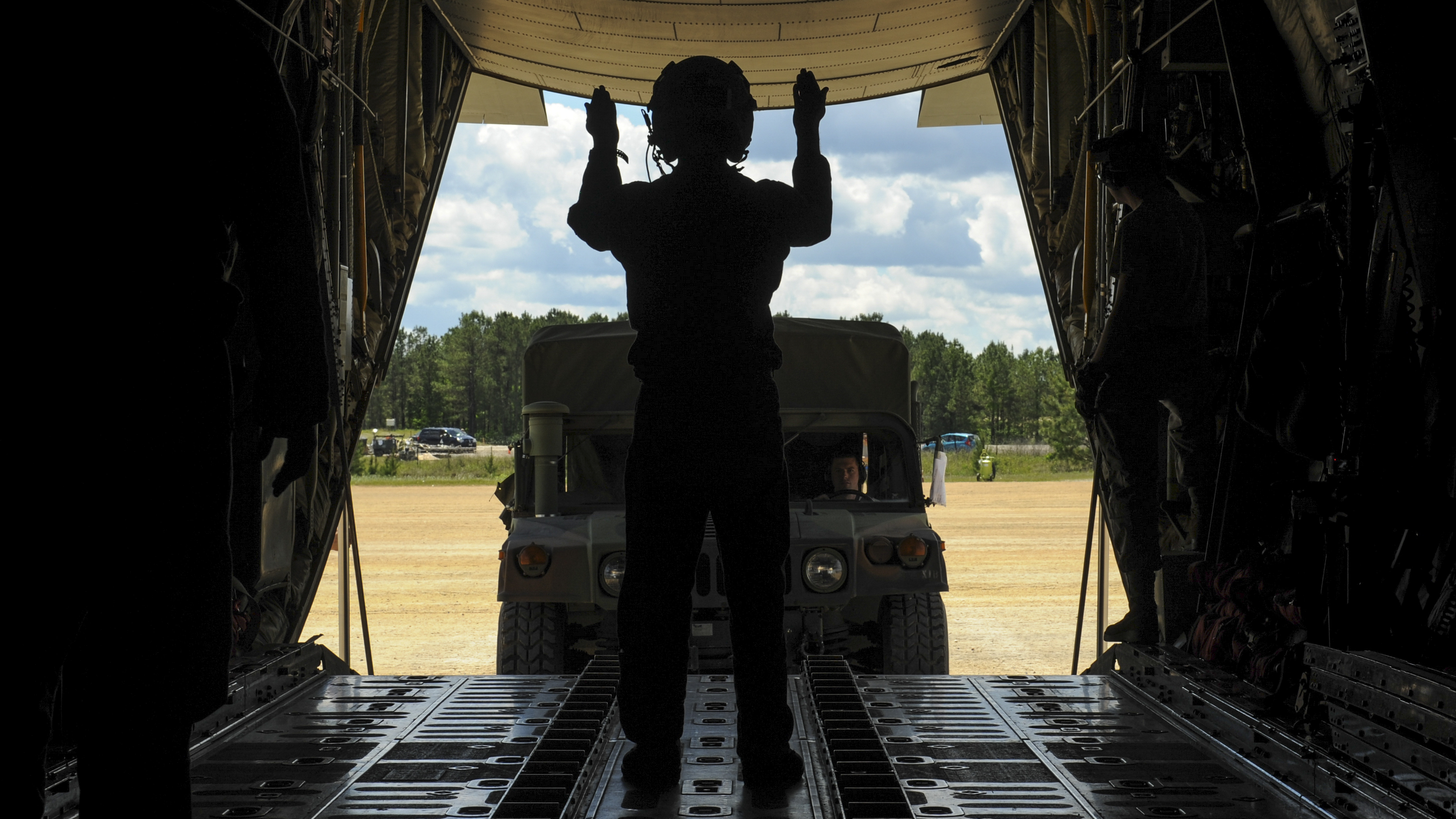
Завантаження автомобіля Humvee у вантажний відсік C-130J Super Hercules Повітряних сил Австралії, квітень 2016

Літак оснащений комп'ютеризованою диспетчерською системою завантаження, яка дозволяє вантажній бригаді контролювати з багатофункціонального дисплея контролю блока, розташованого біля вхідних дверей для екіпажа, всі аспекти логістики завантаження-розвантаження шляхом забезпечення керованої комп'ютером послідовності всіх операцій. Удосконалена система обробки вантажів дистанційно керує тяговою лебідкою, налаштовує відкидну роликову або плоску підлогу відсіку, забезпечує зменшення тривалості операцій завантаження-розвантаження. Завдяки кормовій вантажній рампі C-130J може вмістити широкий спектр негабаритних вантажів, від універсальних гелікоптерів і шестиколісних броньованих транспортних засобів до стандартних палетованих вантажів і військового персоналу. Під час повітряної доставки з літака можна скидати вантажі вагою до 19 051 кг, або, завдяки удосконаленому шасі, здійснювати доставку з приземленням на нерівні ґрунтові смуги.. Конструкція вантажного відсіку дозволяє налаштовувати його для спеціалізованих місій, значна частина спеціального обладнання для яких є знімною. За потреби можна швидко переналаштовувати відсік для транспортних місій: перевезення обладнання, зброї, продовольства, транспортних засобів, персоналу, десантників, поранених тощо.
| Тип літака                 | C-130E/H/J | C-130J-30 |               |
| Профіль вантажного відсіку |            |           |               |
| Тип вантажу                | Кількість  | Кількість | Збільшення на |
| Палети типу 463L           | 5          | 7         | 40 %          |
| Медичні ноші               | 74         | 97        | 31 %          |
| Контейнери для скидання    | 16         | 24        | 50 %          |
| Військовики                | 92         | 128       | 38 %          |
| Десантники                 | 64         | 92        | 44 %          |

### Протиракетний захист
Щоб зменшити вразливість літаків Hercules до переносних зенітно-ракетних комплексів (ПЗРК), які запускають ракети теплового наведення, компанія Lockheed Martin реалізувала програму «засоби інфрачервоної протидії великих літаків» (англ. Large Aircraft Infrared Countermeasures, LAIRCM). Програма передбачала озброєння окремих С-130J спеціального призначення, зокрема паливозаправників, лазерами, здатними пригнічувати системи інфрачервоного наведення ракет. Також була реалізована можливість встановлення газогенераторів для протипожежного захисту, оскільки C-130J був вразливий до пострілів, які влучивши в його крила, могли спричинити пожежу.

### Екіпаж
Зазвичай екіпаж вантажно-транспортного літака C-130J складається з двох пілотів й спеціаліста, відповідального за вантаж (без штурмана й бортінженера). Спеціалізовані військові варіанти літака (наприклад, AC-130J, EC-130J, KC-130J, MC-130J, HC-130J, WC -130J) можуть мати більші екіпажі, доповнені штурманами, офіцерами та рядовими бойових чи спеціалізованих підрозділів.

### Спеціалізовані функції

#### Пожежогасіння з повітря

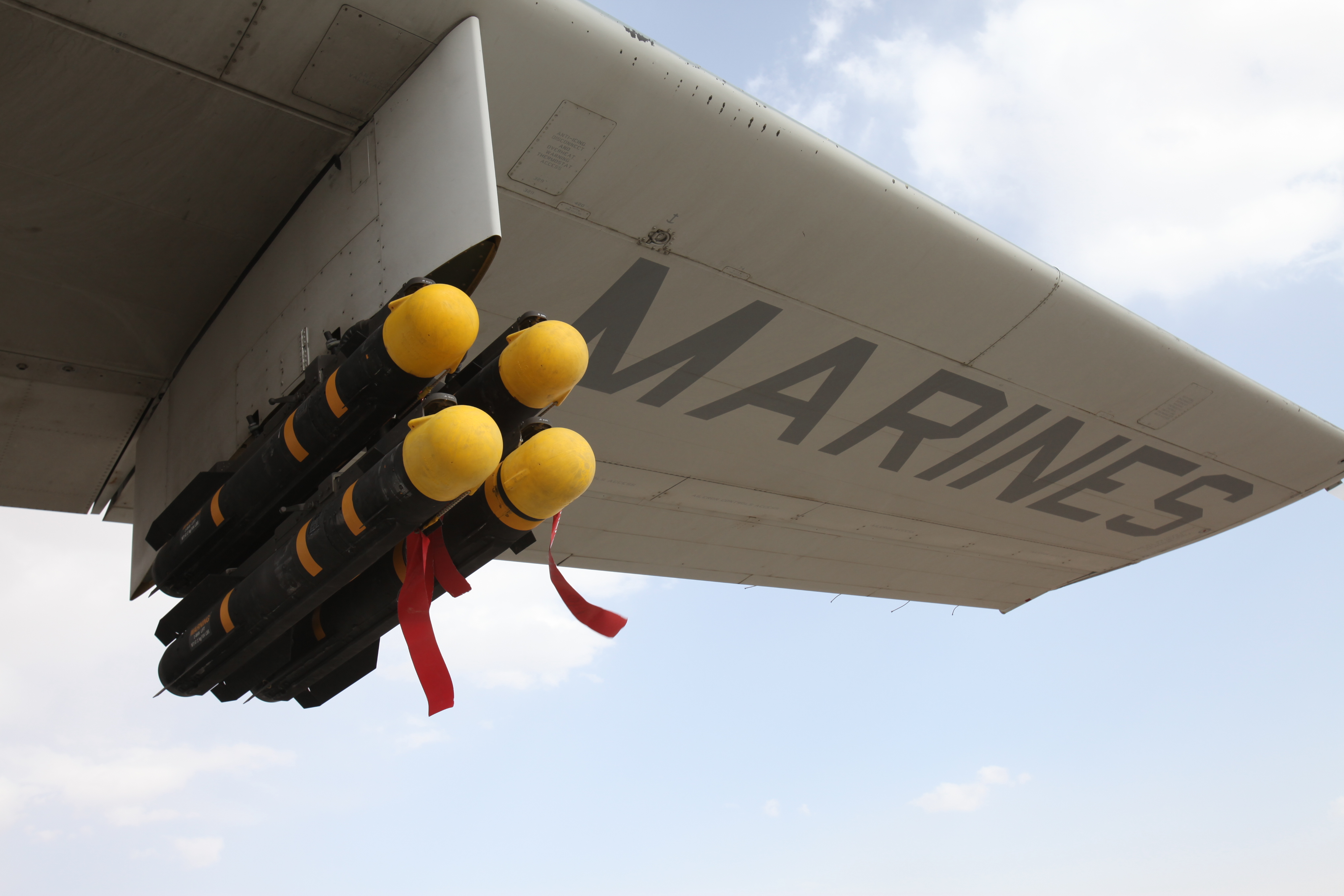
Ракети «Hellfire» під крилом KC-130J, як елемент системи «Harvest HAWK», Camp Dwyer (Афганістан), 24 березня 2011 року

Для виконання спеціалізованих функцій базові варіанти літаків C-130J доповнюють спеціальним обладнанням. Так, Лісова служба США (USFS) використовує військові літаки C-130J Super Hercules, оснащені 2008 року модульною системою повітряного пожежогасіння MAFFS II (Модульна система повітряного пожежогасіння) другого покоління. Ця автономна установка дозволяє використовувати літак як повітряну цистерну для боротьби з лісовими пожежами. Систему MAFFS II вперше застосували для гасіння пожежі в липні 2010 на літаку C-130J Super Hercules 146-го повітряно-транспортного крила — єдиного підрозділу Лісової служби, який використовує її на літаках C-130J.

#### Вогневе ураження
Літак Корпусу морської піхоти США KC-130J, оснащений комплексною системою ISR (Intelligence, surveillance and reconnaissance)/ Weapon Mission Kit під назвою «Harvest HAWK» (Hercules Airborne Weapons Kit), поєднує функції спостереження й ближньої вогневої підтримки з повітря. Його стандартне озброєння — це 4 ракети AGM-114 Hellfire, 10 GPS керованих ракет AGM-176 Griffin, крилаті керовані бомби GBU-44 Viper Strike, 30 мм автоматична гармата. Система «Harvest HAWK» була інтегрована з KC-130J протягом 18 місяців. За зовнішнім силуетом літак з «Harvest Hawk» відрізняється від інших літаків KC-130J пусковою установкою для чотирьох ракет «Hellfire» під лівим крилом на місці шлангової заправної капсули. Електрооптичний, інфрачервоний і лазерний датчики наведення ракет на ціль встановлені у порожньому зовнішньому паливному баку лівого крила. Другим компонентом вогневого ураження «Harvest Hawk» є ракети AGM-176 Griffin, які порівняно з ракетами AGM-114 Hellfire мають меншу боєголовку й менш потужний двигун. Пускова установка в перших екземплярах літака розташовувалася на вантажній рампі, в пізніших випусках — в лівих парашутних дверях. Бойовий дебют першого модифікованого літака KC-130J Harvest HAWK відбувся в Афганістані в жовтні 2010 року. Помимо функції вогневого ураження літак KC-130J Harvest HAWK зберігає свої функції як заправника (з правої заправної капсули) чи транспортного літака, оскільки за потреби система вогневого ураження може бути демонтована менш ніж за добу.
Екіпаж KC-130J  Harvest Hawk складається із 7 осіб. Командир повітряного судна є керівником польоту, забезпечує перед запуском ракети звільнення повітряного простору від дружніх літаків, допомагає офіцеру вогневого ураження (ВУ) планувати  атаку на ціль і, коли літак займе позицію, дає згоду на запуск ракети. Другий пілот відповідає за навігацію та керування літаком, зв’язок із повітряними засобами й наземним командуванням. Начальник екіпажу зазвичай керує дозаправленням, змінює радіочастоти та спостерігає за ситуацією за бортом судна. Головний офіцер ВУ у вантажному відсіку літака  координує спостереження, підтримує контакт з наземними військами, визначає, відстежує та позначає цілі. Поруч з ним сидить другий резервний офіцер ВУ. 
Два вантажники крім своєї основної роботи допомогають офіцерам спостерігати за показами приладів, завантажують ракети AGM-176 Griffin. 
Для здійснення атаки  пілот й офіцер ВУ спільно переводять літак в оптимальне положення для стрільби й фіксують ціль. Отримавши дозвіл командування, пілот дає згоду на вогонь, а офіцер натискає кнопку запуску ракети «Hellfire».

### Можливості й переваги над С-130
Упроваджені нові системи, технології й удосконалення конструкції забезпечили такі переваги C-130J над його попередником C-130:
- покращені приблизно на 50 % надійність систем та ремонтопридатність;
- простіше і менш часте технічне обслуговування (C-130 потребував понад 20 людино-годин технічного обслуговування на одну льотну годину, C-130J — потребує не більше 10 людино-годин);
- до 50 % скорочена кількість персоналу для польотів і обслуговування[20].

Ці переваги зменшують майже наполовину витрати на експлуатацію та підтримку оперативних дій ескадрильї C-130J.
Літак моделі J, який здатний виконувати польоти з нерівних ґрунтових смуг, здійснювати широкий діапазон оперативних місій як у мирних, так і у воєнних умовах, є основним транспортним засобом для десантування військ і техніки у ворожі райони. Базові та спеціалізовані версії літака можуть виконувати специфічні функції, такі як аеромедичні місії, розвідка погоди, місії з повітряного розпилення, гасіння лісових пожеж та місії порятунку від стихійних лих.

## Версії базового літака C-130J

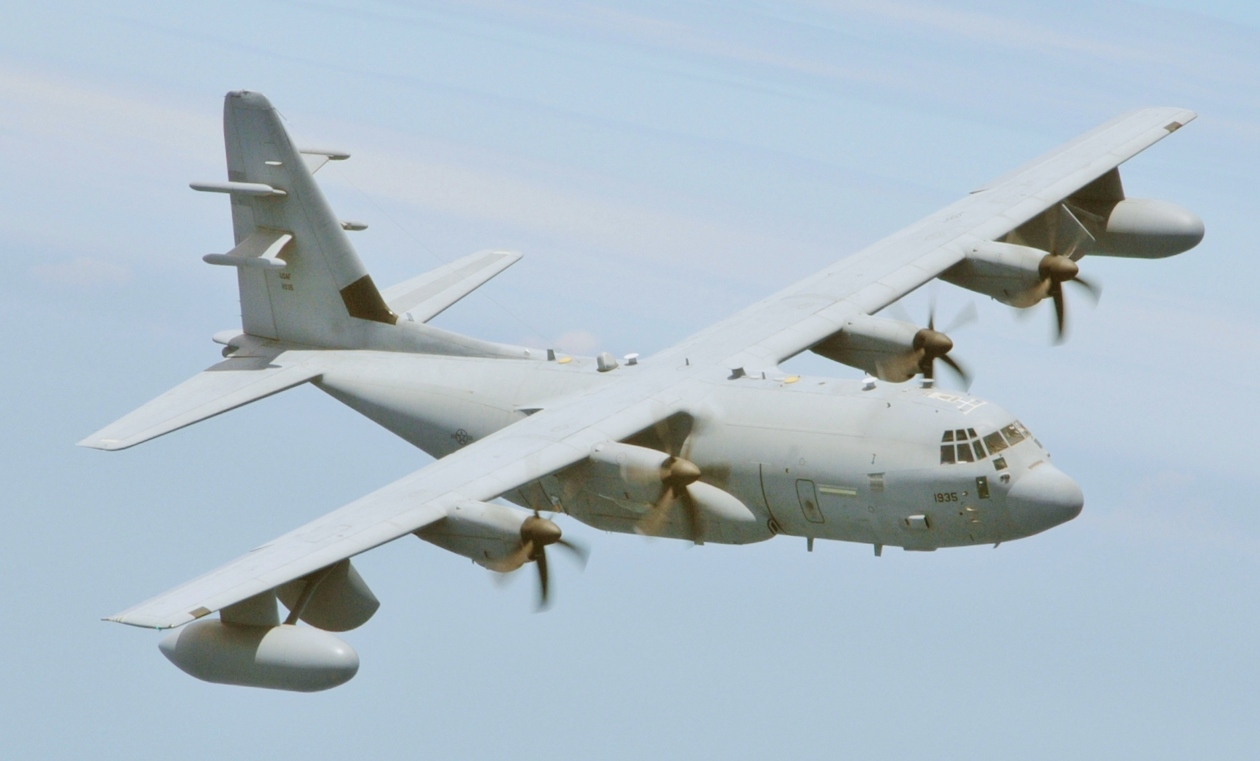
EC-130J Commando Solo в тренувальному польоті

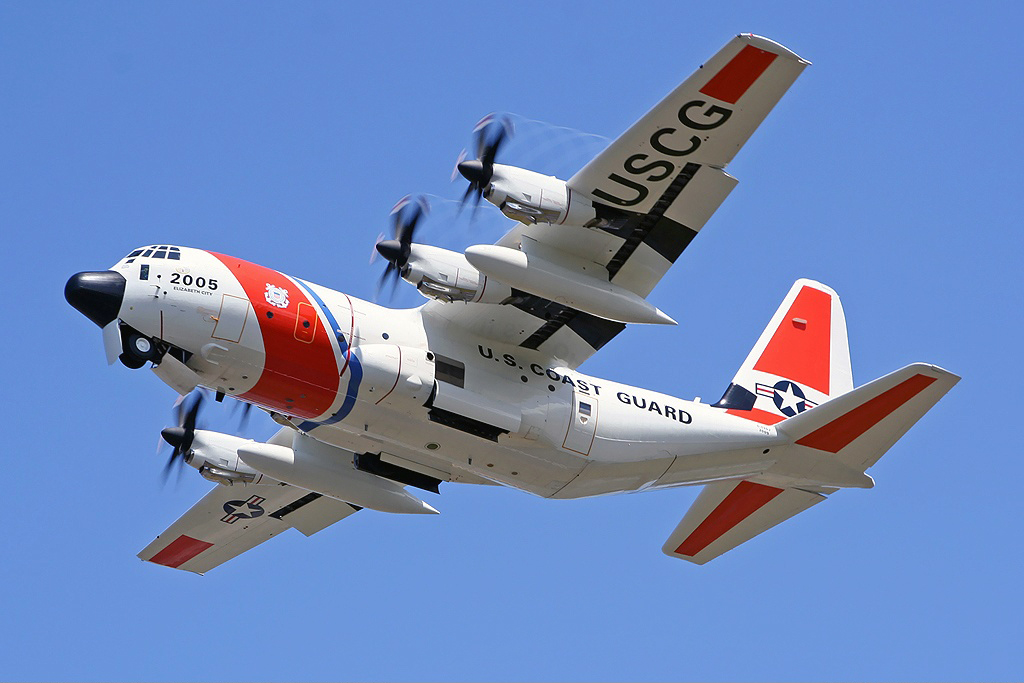
Літак Берегової охорони США HC-130J Combat King II

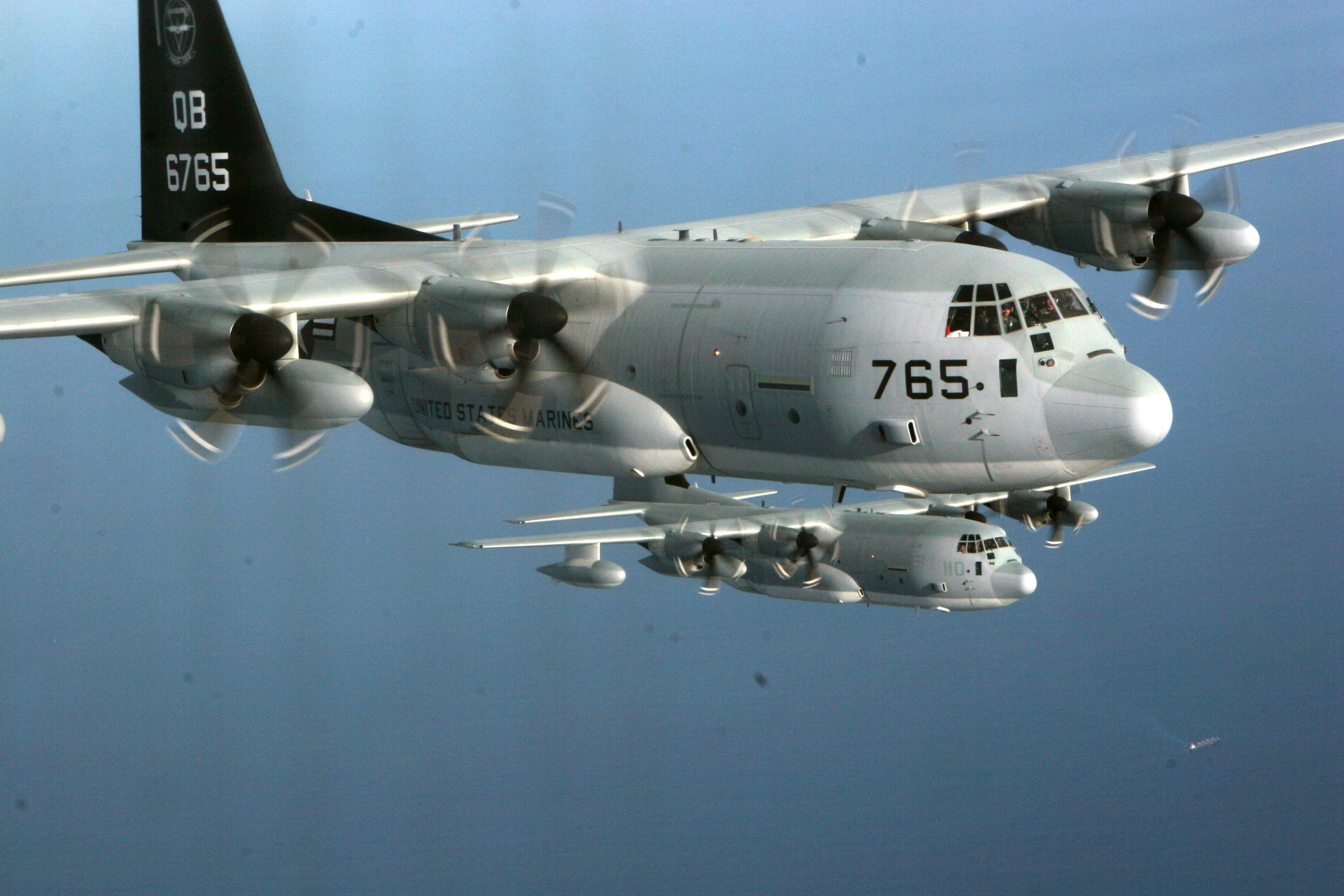
Два літаки KC-130J Корпусу морської піхоти США в тренувальному польоті

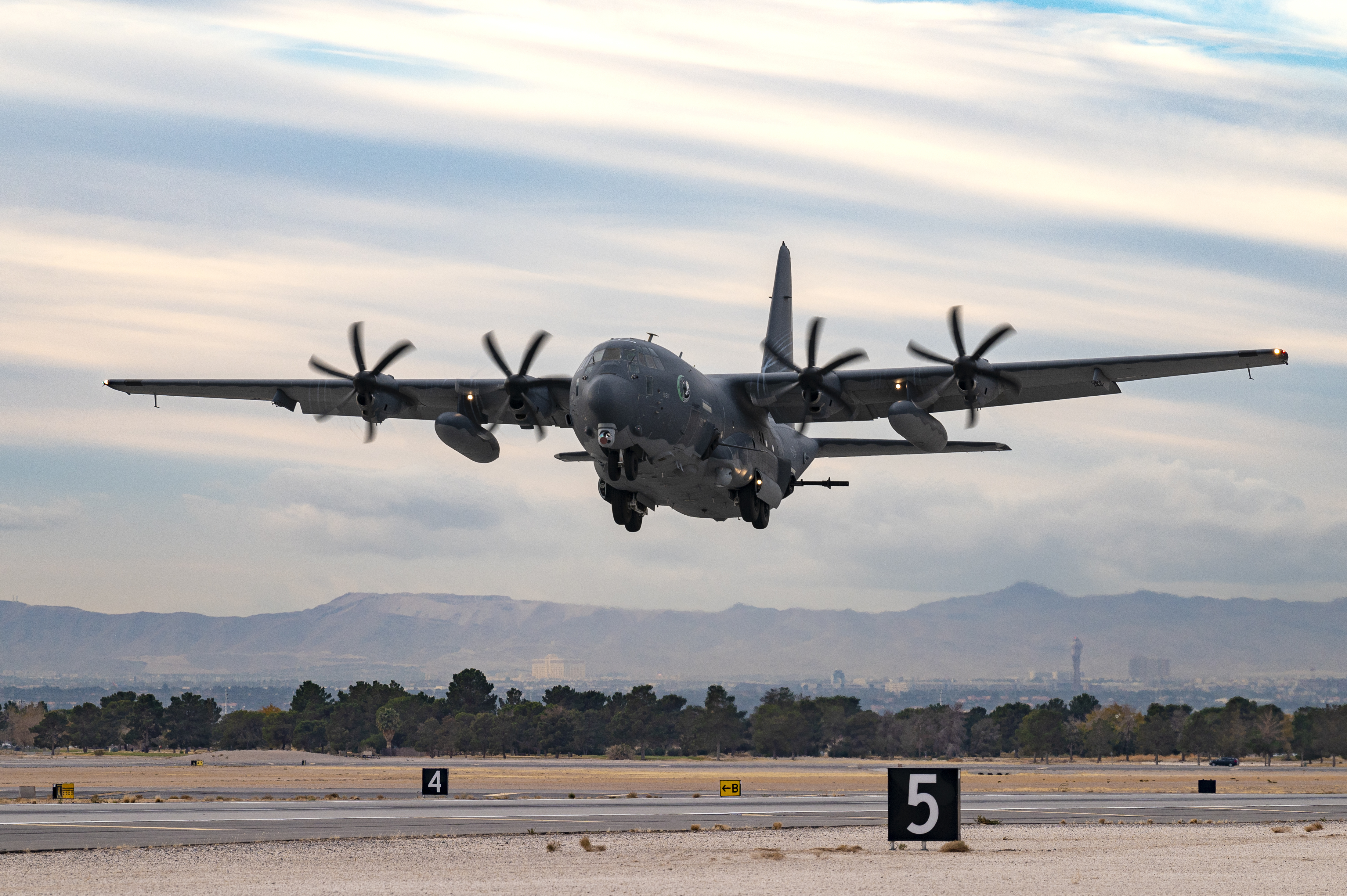
AC-130J Ghostrider злітає з авіабази Нелліс Повітряних сил США, 5 грудня 2022 року

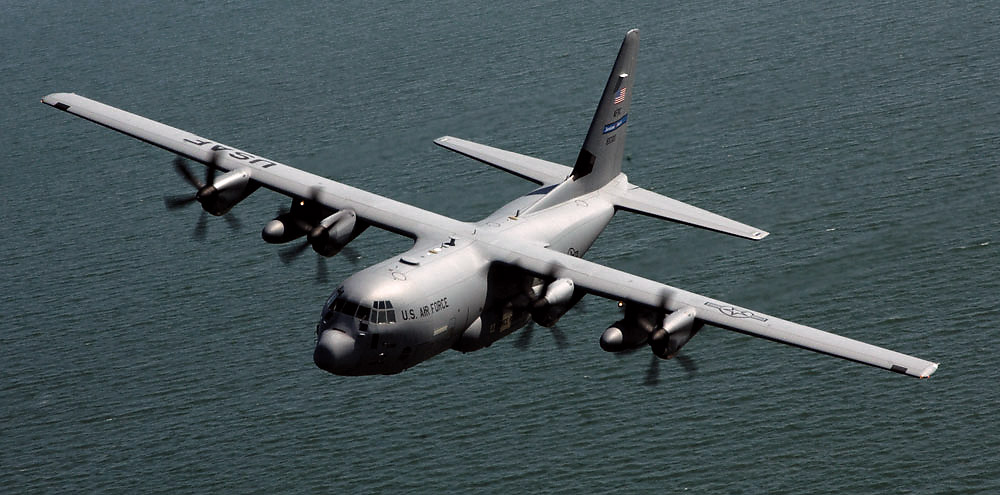
WC-130J Hercules зі складу 53-ї ескадрильї метеорологічної розвідки «Мисливці за ураганами» в польоті

Існує 19 сертифікованих варіантів C-130J з різними функціями, які можуть бути заводськими або переобладнаними під час експлуатації.
C-130J Super HerculesВійськово-транспортний літак короткої версії. У Королівських повітряних силах Великої Британії за британською системою позначення військових літаків позначався як Hercules C4.
C-130J-30
Літак з подовженим (на 4,6 м) фюзеляжем. До 2002 року ВПС США позначали його як CC-130J, після 2002 року перейшли на позначення C-130J. У Королівських повітряних силах Великої Британії за британською системою позначення військових літаків позначався як Hercules C5.
C-130J-SOFВерсія, оснащена поліпшеним устаткуванням інтегрованого отримання й аналізу розвідувальних даних для сил спеціальних операцій. Представлена в червні 2017 року.
EC-130J Commando SoloЛітак, призначений для проведення інформаційних, психологічних операцій і мовлення на каналах в AM, FM, HF, TV і військових діапазонах зв'язку. Використовується 193-м крилом Сил спеціальних операцій армії США, (Гаррісбург, штат Пенсільванія), зокрема для розкидання листівок інформаційного чи психологічного змісту.

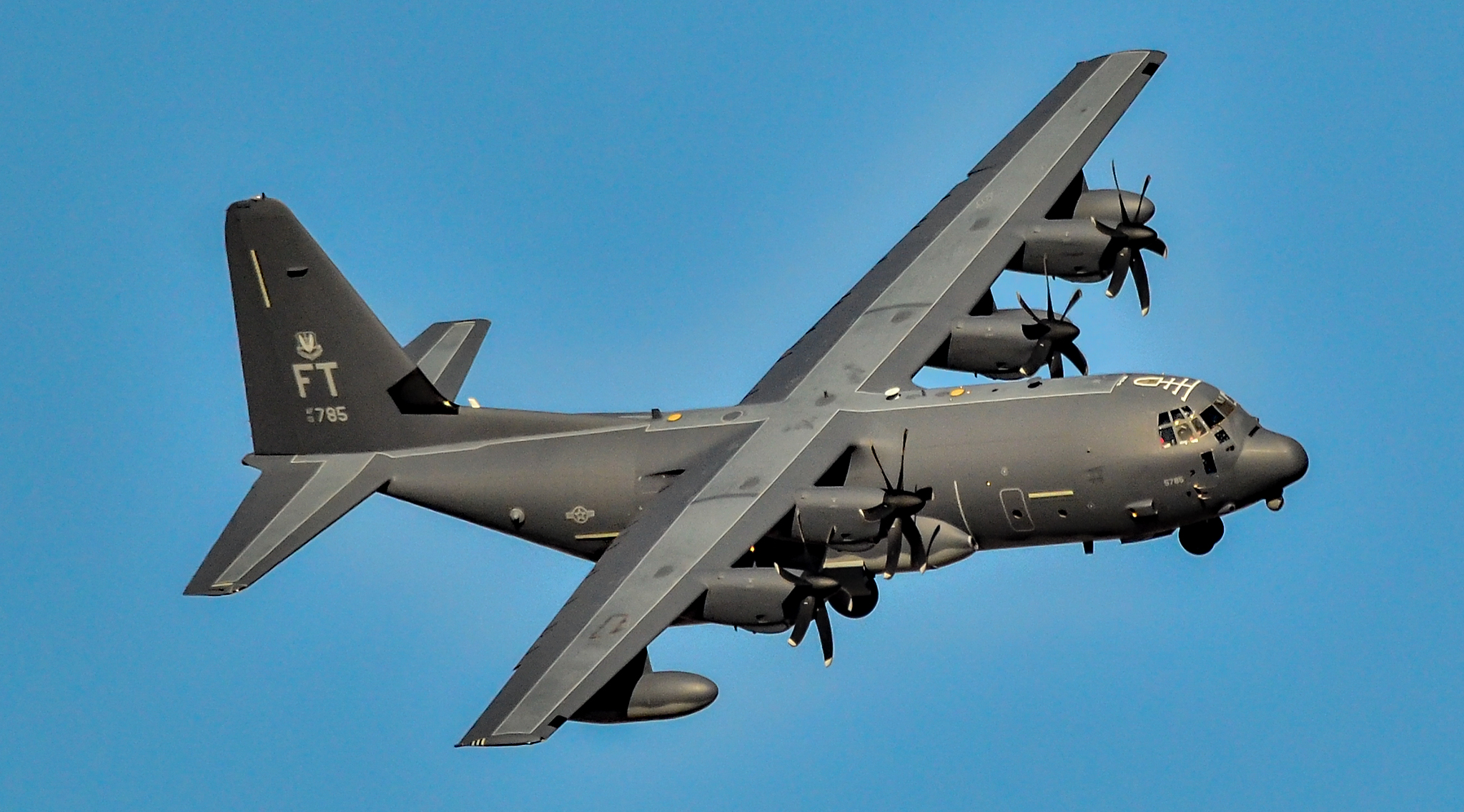
HC-130J Combat King II Бойового командування Повітряних сил США

HC-130J Combat King IIЛітак, який експлуатується Бойовим командуванням Повітряних сил США й спеціалізується на виконанні тактичних завдань, операцій з пошуку та евакуації в суворих кліматичних умовах. Командування освіти та тренувань Повітряних сил США також експлуатує літаки HC-130J для підготовки екіпажів до виконання оперативних завдань.
HC-130J Coast GuardПошуково-рятувальний варіант C-130J, який використовується Береговою охороною Сполучених Штатів для морського патрулювання на далеких відстанях та рятувальних місій. Місійна система літака забезпечує автоматичну ідентифікацію та пеленгування пошукової цілі, має багаторежимний радар дальнього радіуса дії, електрооптичну та інфрачервону сенсорну капсулу, яка відтворює зображення та дані про ціль, а також широкий набір засобів зв'язку. HC-130J має на 20 % більшу швидкість і висоту польоту та на 40 % більшу дальність польоту порівняно з літаком Lockheed HC-130.
KC-130JВерсія авіатанкера-заправника та тактичного транспортного літака. Літаки KC-130J приписані до підрозділів Корпусу морської піхоти США. KC-130J є новітньою розробкою, яка базується на перевірених у боях паливозаправниках KC-130, використовуючи при цьому значні технологічні та експлуатаційні покращення. Літак здатний дозаправляти паливом в повітрі гелікоптери, літаки з поворотним гвинтом і нерухомим крилом, використовуючи дві заправні штанги, змонтовані на крилах, які перепомповують 1136 літрів палива за хвилину кожна. Це дозволяє заправляти два літальні апарати одночасно. Паливо, яке використовується для польоту літака й дозаправлення (27 215 кг), зберігається у внутрішніх баках в крилах, двох ємностях, встановлених під крилами літака. Можливе також використання додаткового алюмінієвого резервуара всередині фюзеляжу, місткістю 11 000 кг палива. KC-130J може також забезпечувати швидку наземне заправлення гелікоптерів, транспортних засобів та паливних цистерн. Для цього двигуни переводять у режим малої потужності (25 %), достатньої, щоб живити генератори та паливні насоси, але не створювати сильних аеродинамічних струменів повітря позаду літака, що дозволяє персоналу під час перепомповування палива працювати у відносно спокійних умовах. Літак KC-130J може бути переобладнаний для перевезення вантажів з постачанням шляхом десантування, зокрема з малих висот, або приземлення. Як транспортний літак може також перевозити 64 десантника з обладнанням або 92 — без обладнання, забезпечувати екстрену евакуацію особового складу, обладнання; як медична евакуаційна платформа, може перевозити 74 пацієнта із медичним супроводом.
MC-130J Commando IIВерсія, яка замінила застарілі літаки MC-130N/P Combat Shadow Командування спеціальних операцій Повітряних сил США. Виконує завдання з інфільтрації, ексфільтрації та забезпечення з повітря компонентів сил спеціальних операцій (таємного або малопомітного дозаправлення на низьких висотах гелікоптерів і літаків спеціального призначення; проникнення, виведення та поповнення запасів сил спеціальних операцій з повітря або з суші на політично чутливих або ворожих територіях). Перший літак MC-130J був доставлений до першого оперативного підрозділу 522-ї ескадрильї Сил спеціальних операцій на авіабазі Кеннон, штат Нью-Мексико, 2011 року.
MC-130J Commando II Amphibious CapabilityПропонована версія двопоплавкового літака-амфібії для підтримки операцій на морі та в прибережних районах; початкові льотні випробування неодноразово відкладалися.
AC-130J Ghostrider («Примарний вершник»)Частину літаків MC-130J модифікували з конвеєра до конфігурації, яка отримала пакет високоточних засобів ураження від літака AC-130W Stinger II. Гібридний AC-130J Ghostrider поєднує в собі повітряні можливості MC-130J з бойовими функціями «повітря — земля» AC-130. Високоточний ударний комплекс, розроблений для підтримки сухопутних військ у надзвичайних ситуаціях за кордоном, складається з електрооптичного й інфрачервоного давачів, 30-мм гармати, ракет AGM-175 Griffin і всепогодного радара із синтезованою апертурою. Комплекс також забезпечує для AC-130J можливість випускати бомби малого діаметра. Місця розташування екіпажу та зони постачання киснем захищені від набоїв калібру 7,62 мм легкою композитною бронею. Давачі дозволяють екіпажу літака візуально або електронно ідентифікувати цілі навіть за несприятливих кліматичних умов. AC-130J оснащений приймачем радарного попередження AN/ALR-56M, системою попередження про ракети AN/AAR-47, системою запобігання вибуху незаповненого паливом об'єму. Після майже року переобладнання перший AC-130J вперше піднявся в повітря 31 січня 2014 року на авіабазі Еглін (штат Флорида). Розроблений для ударних операцій Сил спеціальних операцій США, Ghostrider забезпечує безпосередню повітряну підтримку військ, які перебувають у контакті з противником, супроводжує конвої, здійснює точкову протиповітряну оборону.
WC-130J Weatherbird («Птах погоди»)Літак метеорологічної служби Командування резерву повітряних сил США. Десять літаків C-130J були модифіковані на конвеєрі до конфігурації WC-130J. Ці літаки, приписані до 53-ї ескадрильї метеорологічної розвідки на авіабазі Кіслер, штат Міссісіпі, призначені для польотів під час ураганів і тропічних штормів з метою відстеження й моніторингу штормових умов під час місій тривалістю дванадцять годин або більше. З 2003 року на WC-130J почали літати мисливці за ураганами.
LM-100JЦивільна версія, яка базується на подовженому варіанті Lockheed Martin C-130J -30 Super Hercules. 2000 року програму було заморожено, оскільки компанія Lockheed Martin зосередилася на військових версіях. Пізніше компанія відновила реалізацію цієї програми й на початку 2017 року презентувала комерційний вантажний літак LM-100J сімейства C-130J Super Hercules. LM-100J може діяти з коротких непідготовлених аеродромів без наземного допоміжного обладнання, забезпечує швидке завантаження та розвантаження на висоті вантажівки. Засоби переналаштування дозволяють йому підтримувати різноманітні місії: повітряне розпилення, пожежогасіння, медичну доставку та евакуацію, гуманітарну допомогу та VIP-перевезення.
SC-130J Sea HerculesПропонований морський патрульний і пошуково-рятувальний літак великої дальності, призначений для моніторингу берегової лінії, прибережного патрулювання, з можливістю запуску торпед для боротьби з підводними човнами.

## Зіставлення характеристик C-130J і його відповідників

Кресленик загального виду з ортогональними проєкціями силуету C-130J Super Hercules

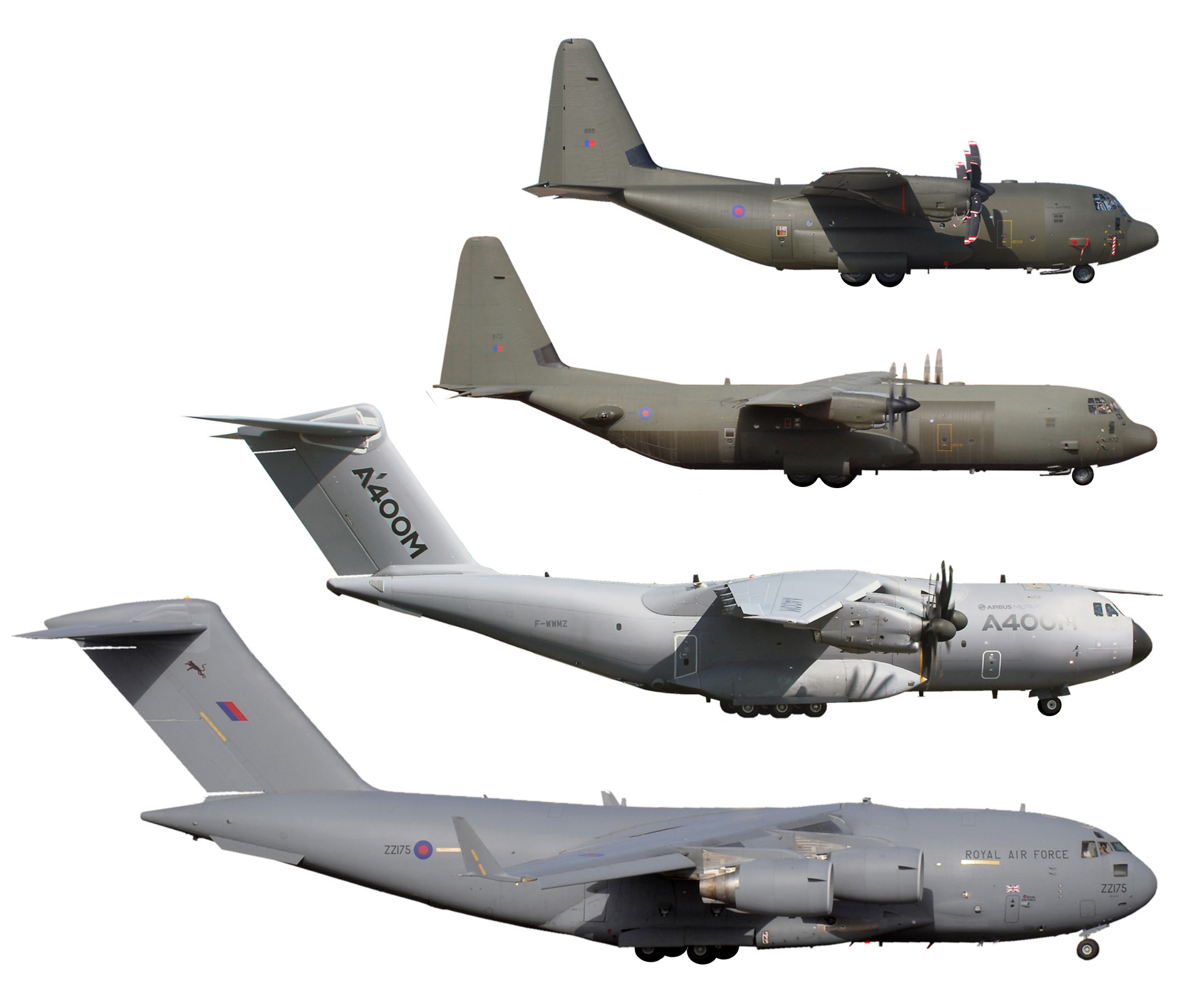
Порівняння розмірів транспортних літаків: (зверху вниз) — C-130J, C-130J-30, Airbus A400M Atlas, C-17 Globemaster III

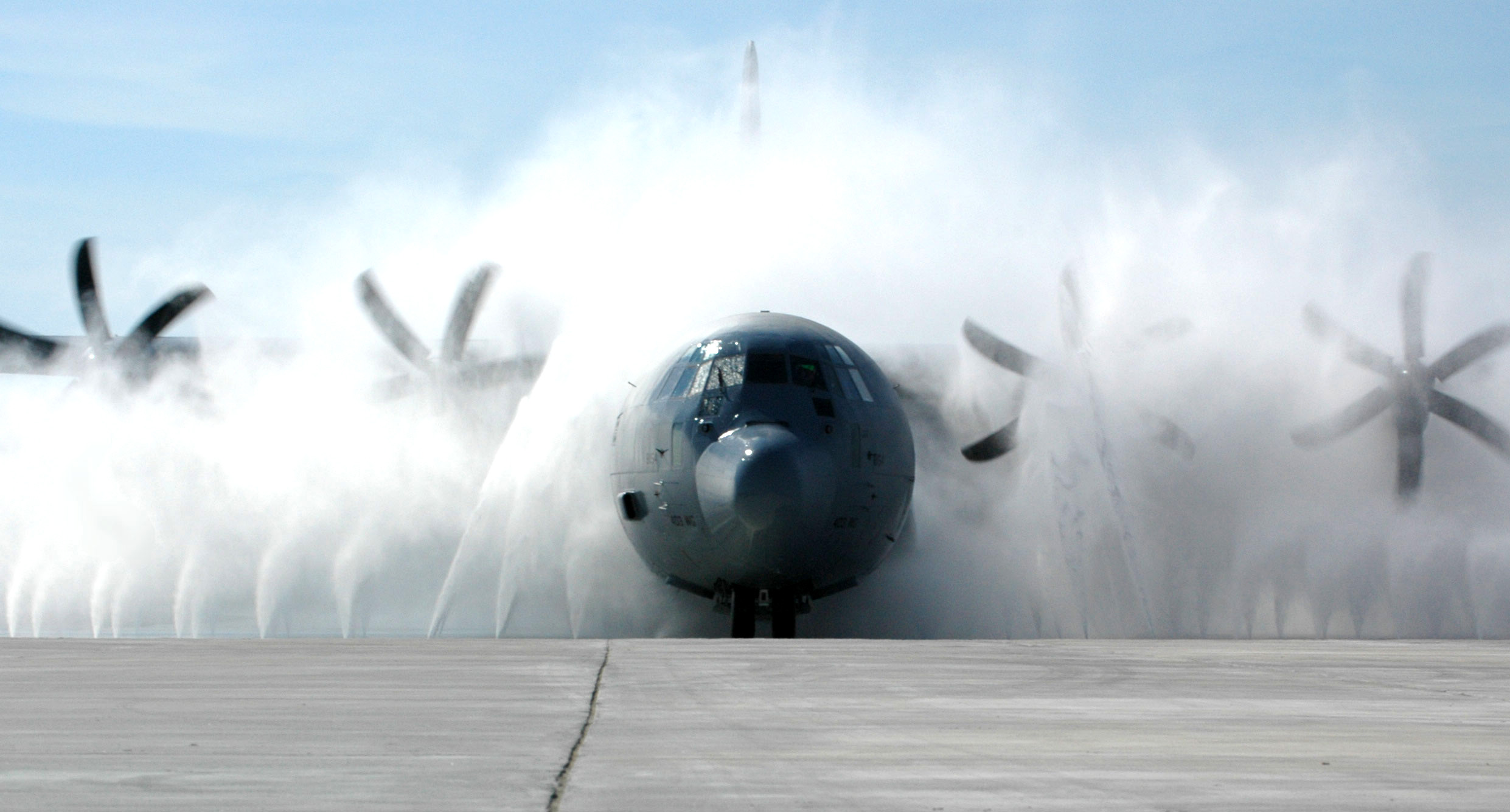
Миття C-130J Super Hercules в мийній системі на базі Повітряних сил США в Міссісіпі

|                             | C-130 Hercules                      | C-130J Super Hercules                                 |
| --------------------------- | ----------------------------------- | ----------------------------------------------------- |
| Зовнішній вигляд            |                                     |                                                       |
| Перший політ, рік           | 1954                                | 1996                                                  |
| Прийнятий на озброєння, рік | 1956                                | 1999                                                  |
| Габаритні розміри літака    |                                     |                                                       |
| розмах крила, м             | 40,41                               | 40,41                                                 |
| довжина, м                  | 29,79                               | 29,79                                                 |
| висота, м                   | 11,66                               | 11,84                                                 |
| Розміри вантажного відсіку  |                                     |                                                       |
| довжина, м                  | 12,19                               | 12,50                                                 |
| ширина, м                   | 3,02                                | 3,05                                                  |
| висота, м                   | 2,74                                | 2,74                                                  |
| довжина рампи, м            | 3,12                                | 3,25                                                  |
| Вантажність, кг             | 18 955                              | 21 770                                                |
| Швидкість, км/год           |                                     |                                                       |
| максимальна                 | 590 на висоті 6 100 м               | 670 на висоті 6 700 м                                 |
| крейсерська                 | 541                                 | 644                                                   |
| Дальність, км               | 3 800                               | 3 300 з вантажем 15 422 кг; 4 408 з вантажем 8 839 кг |
| Стеля, км                   |                                     |                                                       |
| порожній                    | 10 000                              | 12 310                                                |
| з вантажем 19 050 кг        | 7 000                               | 8 500                                                 |
| Маса, кг                    |                                     |                                                       |
| порожнього літака           | 34 382                              | 34 274                                                |
| максимальна зльотна         | 70 307                              | 70 307                                                |
| Дальність зльоту, м         | 1 093 завантаженого, маса 70 307 кг | 1 783 завантаженого, маса 74 389 кг                   |
| Силова установка            |                                     |                                                       |
| турбогвинтові двигуни       | Allison T56-A-15                    | Rolls-Royce AE 2100 D3                                |
| потужність, кВт             | 4 × 3420                            | 4 × 3458                                              |
| пропелери                   | 4-лопатні Hamilton Standard 54H60   | 6-лопатні Dowty R391                                  |

| Країна, тип літака                         | Бразилія, Embraer C-390 Millennium         | США, C-130J-30                                | Європейський Союз, Airbus A400M          |
| ------------------------------------------ | ------------------------------------------ | --------------------------------------------- | ---------------------------------------- |
| Зовнішній вигляд                           |                                            |                                               |                                          |
| Перший політ, рік                          | 2015                                       | 1996                                          | 2009                                     |
| Прийнятий на озброєння, рік                | 2019                                       | 1999                                          | 2013                                     |
| Розробник                                  | Бразилія, Embraer                          | США, Lockheed Martin                          | Європейський Союз, Airbus Military       |
| Виробник                                   | Бразилія, Embraer                          | США, Lockheed Martin                          | Європейський Союз, Airbus Military       |
| Розмах крила, м                            | 35,05                                      | 39,70                                         | 42,40                                    |
| Довжина, м                                 | 35,20                                      | 34,69                                         | 45,10                                    |
| Маса порожнього, т                         | 35,0                                       | 39,1                                          | 76,5                                     |
| Вантажність, т                             | 26,0                                       | 21,8                                          | 37,0                                     |
| Габарити вантажного відсіку (д × ш × в), м | 18,50 × 4,45 × 2,95                        | 12,2 × 3,1 × 2,7                              | 17,7 × 4,0 × 3,8                         |
| Маса палива у внутрішніх баках, т          | 23,0                                       | 20,5                                          | 50,5                                     |
| Максимальна злітна маса, т                 | 87,0                                       | 74,4                                          | 141,0                                    |
| Максимальна швидкість, км/год              | 988                                        | 802                                           | 670                                      |
| Крейсерська швидкість, км/год              | 870                                        | 640                                           | 780                                      |
| Максимальна стеля, м                       | 11 000                                     | 12 300                                        | 12 200                                   |
| Практична дальність, км                    | 2 720 (з вантажем 23 т)                    | 3150 (з вантажем 16 т)                        | 6300 (з вантажем 20 т)                   |
| Перегінна дальність, км                    | 6 240                                      | 5 250                                         | 8 900                                    |
| Двигуни                                    | 2 × турбовентиляторний двигун IAE V2500-Е5 | 4 × Турбогвинтовий двигун Rolls-Royce AE 2100 | 4 × Турбогвинтовий двигун Europrop TP400 |
| Потужність, к. с.                          |                                            | 4 × 4700                                      | 4 × 11 000                               |
| Злітна тяга, кН                            | 2 × 139.4                                  |                                               |                                          |
| Вартість                                   | 125 млн євро (2023 рік)                    | 65 млн доларів США (2008 рік)                 | 145,0 млн євро (2012 рік)                |

## Світові й національні рекорди
Літак C-130J у стандартному виконанні до 2000 року в класі турбогвинтових літаків C-1.N групи II важких літаків (від 60 000 кг до 80 000 кг) побив 15 існуючих і встановив 6 нових рекордів (загалом 21 рекорд), які були сертифіковані як світові. Серед них рекорди від 20.04.1999 року:
- за швидкістю польоту 637,57 км/год по замкнутому маршруту завдовжки 1000 км і 2000 км з корисним навантаженням (кг) — 1000; 2000; 5000; 10 000; 15 000; 20 000 і без навантаження;
- за висотою польоту 10 972,8 м з корисним навантаженням (кг) — 1000; 2000; 5000; 10 000; 15 000; 20 000 і без навантаження.

Ще 29 рекордів висоти й швидкості набору висоти були сертифіковані в класі N групи II як національні рекорди США. Серед них рекорди:
- від 14.05.1999 року
- з корисним навантаженням 10 115,11 кг літак досяг висоти 2000 м;
- з корисним навантаженням (кг) 1000; 2000; 5000; 10 000 і без навантаження піднімався на висоту 12 309,65 м;
- досягнув максимальної висоти в горизонтальному польоті 11 903 м (Примітка: треба витримати не менше 90 секунд).
- час підйому на висоту 3000 м 3 хв 49 сек з корисним навантаженням (кг): 1000; 2000; 5000; 10 000;
- час підйому на висоту 6000 м 8 хв 0 сек з корисним навантаженням (кг): 1000; 2000; 5000; 10 000;
- час підйому на висоту 9000 м 15 хв 12 сек з корисним навантаженням (кг): 1000; 2000; 5000; 10 000;

- від 7-8.12.1999 року
- швидкість 666,25 км/год на визначеному курсі тривалістю 10 годин 58 хвилин 14 секунд;

- від 12-13.02.2000 року
- швидкість 671,1 км/год з корисним навантаженням 15 422 кг на визначеному курсі тривалістю 10 годин 58 хвилин 14 секунд.

У загальній кількості ці 54 світові й національні (США) рекорди продемонстрували, що C-130J може швидко:
- перевозити корисний вантаж на типові дистанції оперативних місій;
- злітати й приземлятися з корисним навантаженням на коротких відстанях;
- набирати висоту зі значним навантаженням;
- долати стратегічну відстань без зовнішніх паливних баків і зупинок для дозаправки[28].

## Оператори

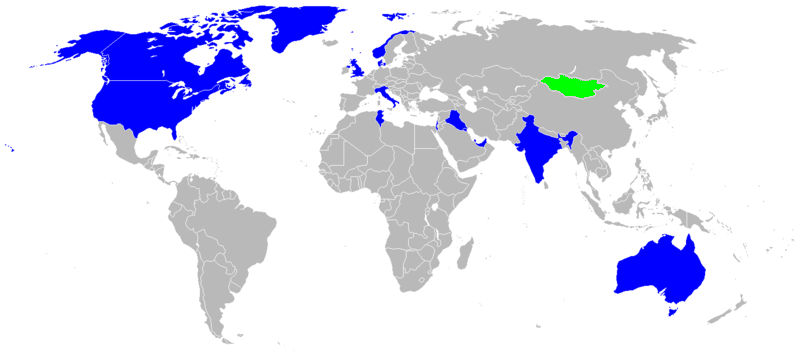
Поточні (синій колір) та потенційні (зелений колір) оператори C-130J Super Hercules станом на березень 2014 року

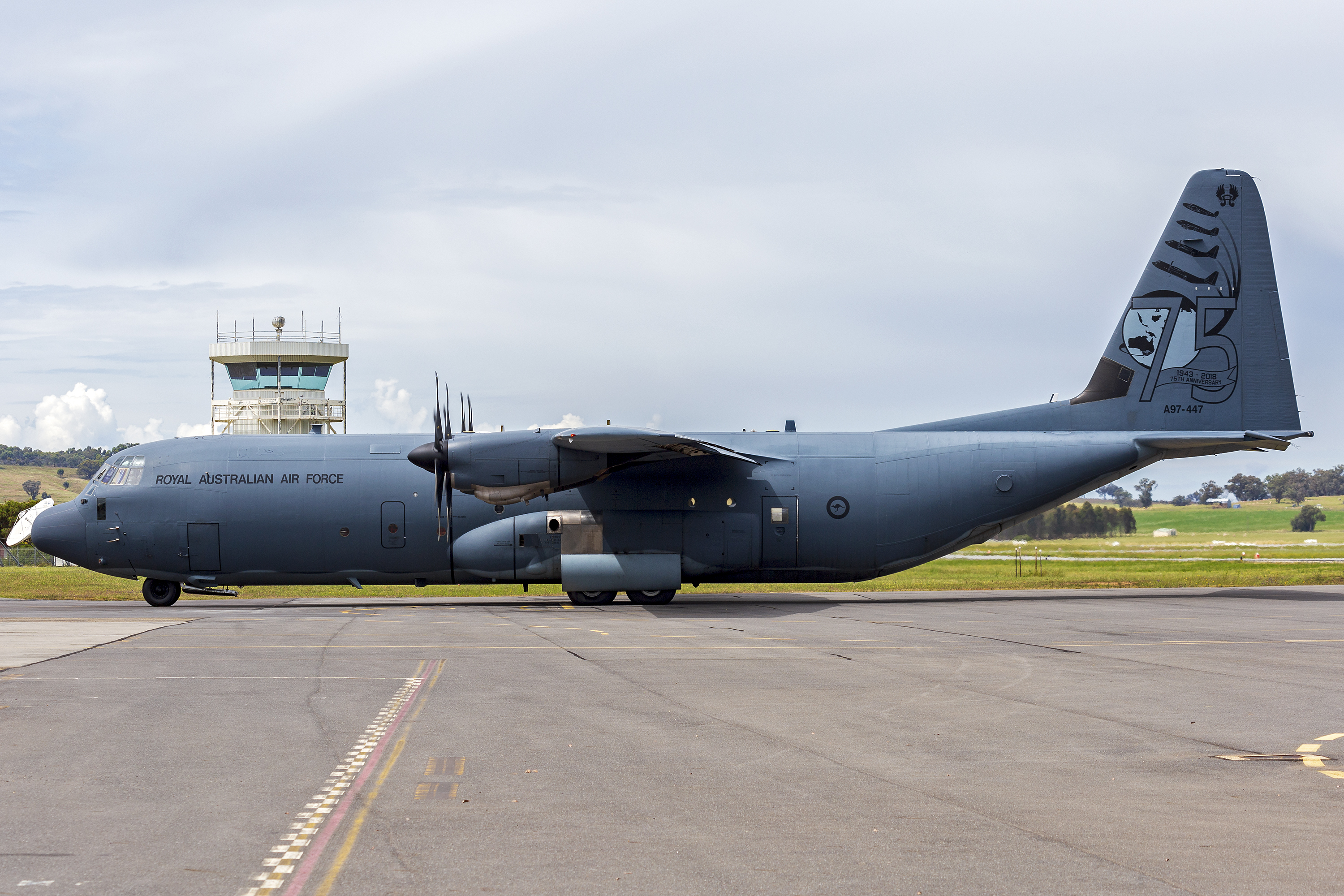
C-130J Super Hercules Повітряних сил Австралії в аеропорту Wagga Wagga, 30 жовтня 2020

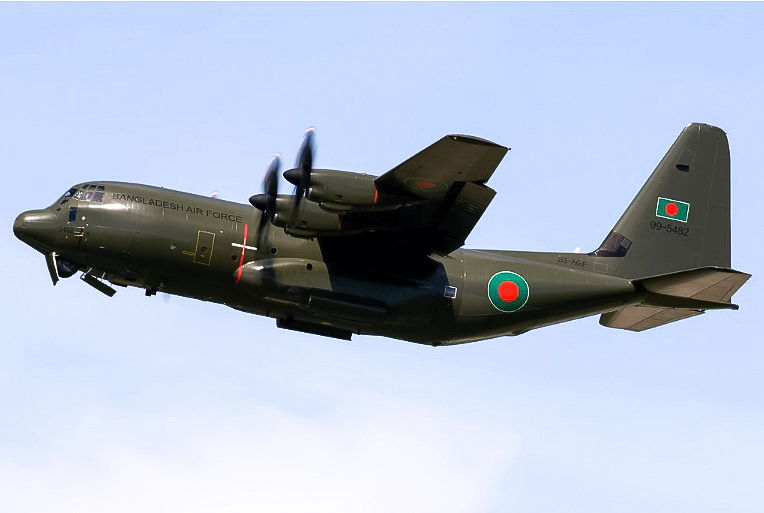
Зліт C-130J Super Hercules Повітряних сил Бангладеш

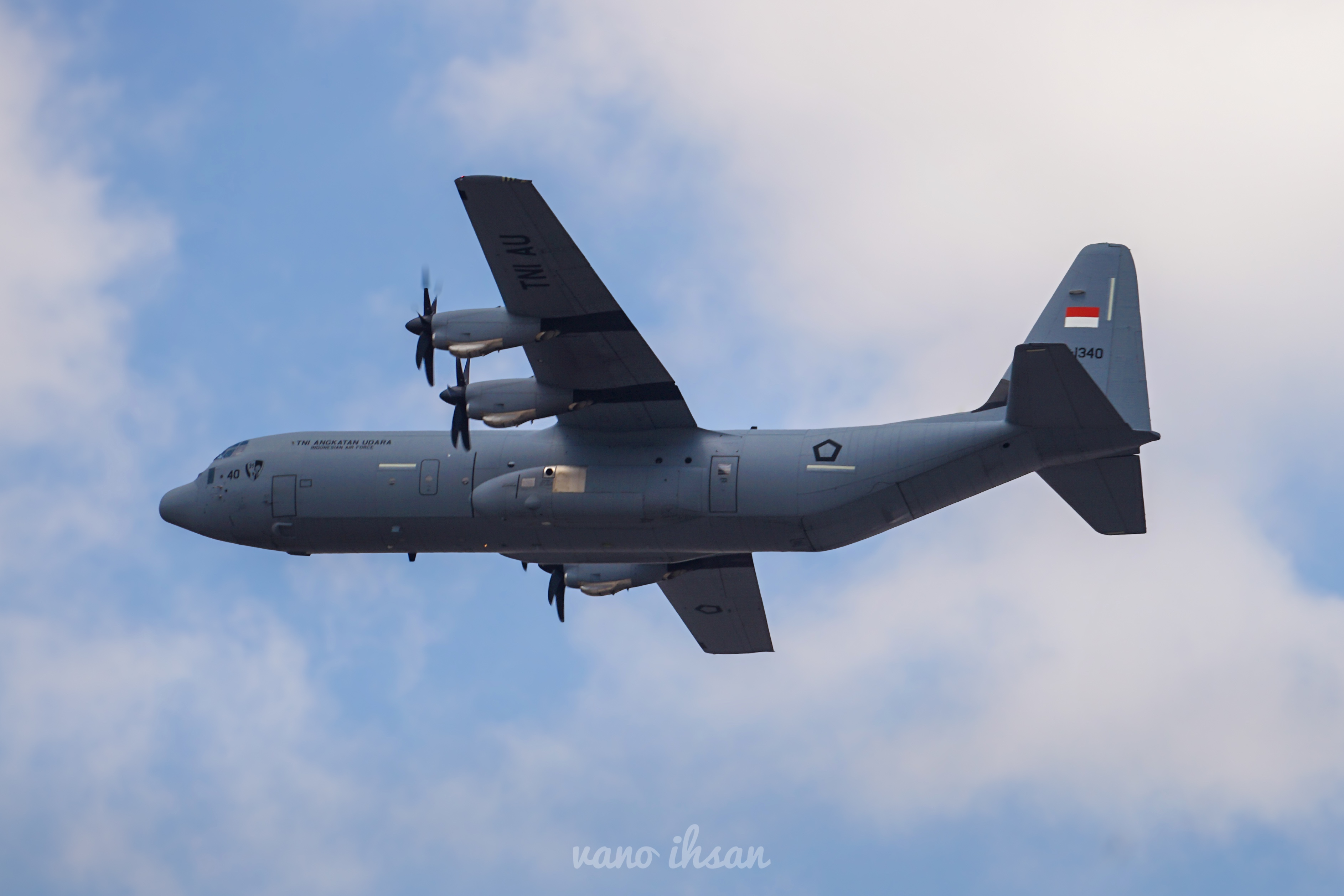
Тренувальний політ C-130J Super Hercules до дня Повітряних сил Індонезії, Джок'якарта, квітень 2024 року

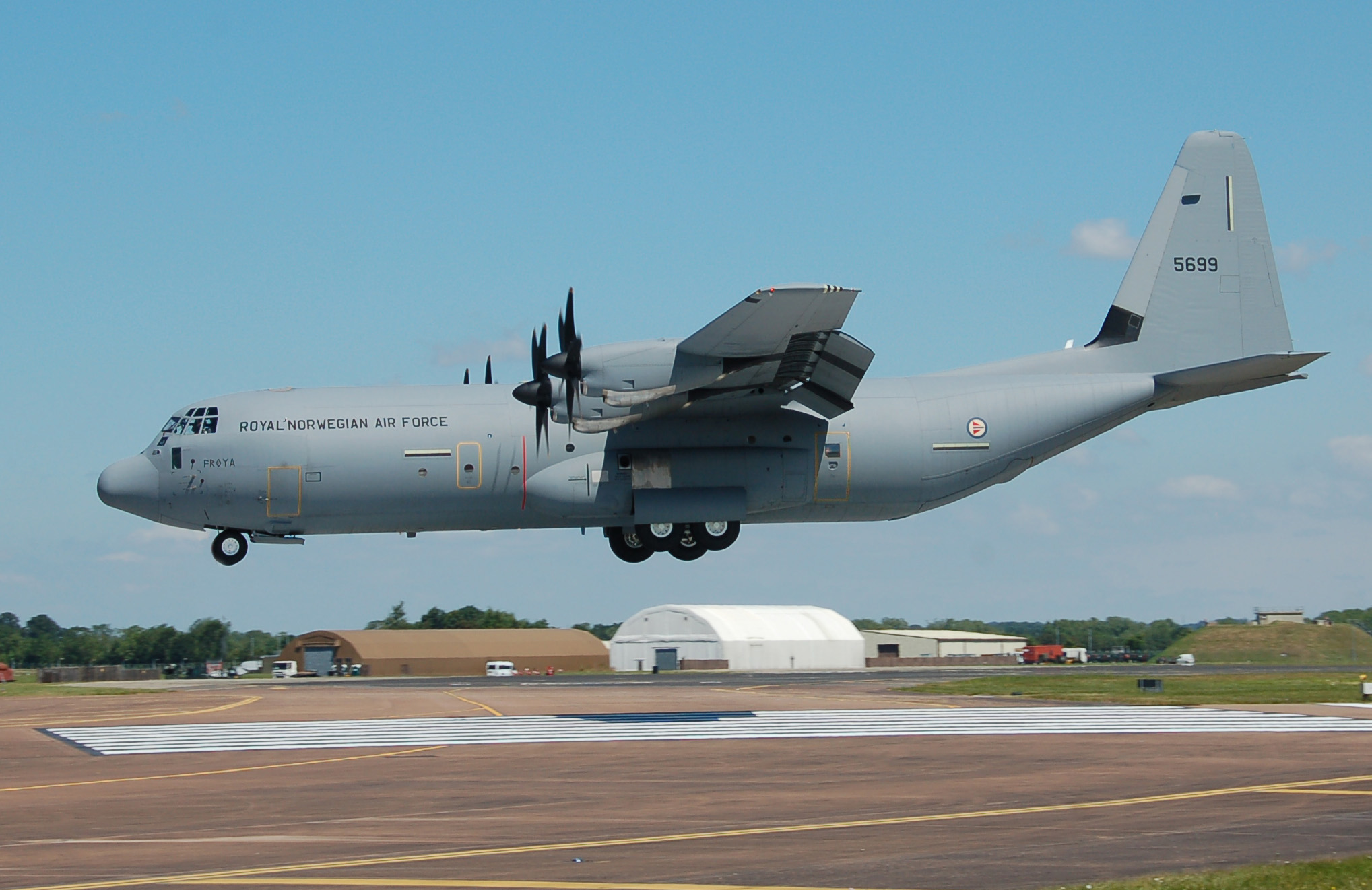
C-130J Королівських повітряних сил Норвегії прибуває на Royal International Air Tattoo, 2014 рік

АвстраліяПовітряні сили Австралії — дванадцять C-130J-30 на озброєнні, станом на 2014 рік Ще 20 літаків C-130J-30 замовлено в липні 2023 року.
 АлжирПовітряні сили Алжиру — два C-130J на озброєнні та ще два — замовлені, станом на червень 2022 року.
 БангладешПовітряні сили Бангладешу — з п'яти екс-RAF C-130J замовлених чотири — отримано, станом на вересень 2020 року.
 БахрейнПовітряні сили Бахрейну — один екс-RAF C-130J на озброєнні, додатковий — замовлений, станом на грудень 2018 року.
 Велика БританіяПовітряні сили Великої Британії — перший замовник. Чотирнадцять літаків (один C-130J і тринадцять C-130J-30) були в експлуатації станом на 2020 рік. Офіційно зняті з експлуатації 30 червня 2023 року.
 ДаніяКоролівські повітряні сили Данії — чотири C-130J-30 перебували в експлуатації станом на грудень 2018 року.
 ЄгипетПовітряні сили Єгипту — два C-130J замовлені з умовою поставки у 2019 році.
 ІзраїльПовітряні сили Ізраїлю — шість C-130J-30 замовлених з поставкою навесні 2013 року. Було заплановано придбати 2008 року дев'ять C-130J-30, сім отримано станом на січень 2019 року.
 ІндіяПовітряні сили Індії — двадцять C-130J-30 в експлуатації, станом на грудень 2019 року. Один розбився у 2014 році, був замінений у 2019 році.
 ІндонезіяПовітряні сили Індонезії — п'ять C-130J-30 в експлуатації, станом на травень 2024 року.
 ІракПовітряні сили Іраку — три C-130J-30 в експлуатації, станом на грудень 2014 року із загальної кількості шести замовлених C-130J-30.
 ІталіяПовітряні сили Італії — двадцять літаків (4 — C-130J, 10 — C-130J-30, 6 — KC-130J) в експлуатації, станом на січень 2022.
 КанадаПовітряні сили Канади — сімнадцять C-130J-30 в експлуатації станом на грудень 2018 року.
 КатарПовітряні сили Катару — чотири C-130J-30 в експлуатації, станом на січень 2014 року.
 КувейтПовітряні сили Кувейту — три KC-130J з початком поставок з грудня 2013; заплановані поставки ще трьох мілітаризованих L-100, станом на 2011 рік.
 ЛівіяПовітряні сили Лівії — два C-130J-30 замовлені станом на 2013 рік.
 НімеччинаПовітряні сили Німеччини — три C-130J-30 і три KC-130J замовлені до складу спільного французько-німецького підрозділу, станом на 2018 рік.
 Нова ЗеландіяКоролівські військово-повітряні сили Нової Зеландії — п'ять C-130J-30 замовлені в червні 2020 на заміну наявного флоту C-130.
 НорвегіяКоролівські повітряні сили Норвегії — чотири C-130J-30 в експлуатації станом на січень 2014 року.
 ОманКоролівські повітряні сили Оману — один C-130J-30 в експлуатації станом на січень 2014 року, ще два C-130J замовлені з поставкою у 2014 році.
 Республіка КореяПовітряні сили Республіки Корея — чотири C-130J-30 замовлені з доставкою 2014 року. Два з чотирьох літаків були поставлені 2014 року.
 Саудівська АравіяПовітряні сили Саудівської Аравії — два заправники KC-130J в експлуатації, станом на 2016 рік.
 СШАПовітряні сили США — 273 літаки C-130J і його варіанти в експлуатації, станом на березень 2022 року. Корпус морської піхоти США/Військово-морські сили США — 65 літаків C-130J і його варіантів в експлуатації, станом на березень 2022 року. Берегова охорона США — 15 літаків C-130J і його варіантів в експлуатації, станом на березень 2022 року.
 ТунісПовітряні сили Тунісу — два C-130J-30 отримані станом на грудень 2014 року.
 ТуреччинаПовітряні сили Туреччини — заплановано отримати дванадцять C-130J-30 від Повітряних сил Великої Британії.
 ФіліппіниПовітряні сили Філіппін — три C-130J-30 замовлені із завершенням поставки 2027 року.
 ФранціяПовітряно-космічні сили Франції — два C-130J-30 і два KC-130J в складі французько-німецького підрозділу. Перший C-130J прийнятий на озброєння в січні 2018 року.

## Бойове застосування

### Бойові місії в Іраку
У грудні 2004 року літак C-130J зі складу повітряних сил Національної гвардії штату Меріленд вперше вилетів для участі в бойових діях в Іраку. У січні 2005 року там була успішно відпрацьована система повітряного контейнерного постачання зброї й продовольства бійцям на полі бою. З 24 по 28 січня з літаків C-130J було скинуто 168 контейнерів, жоден з яких не був пошкоджений після приземлення. Надалі літаки C-130J Super Hercules Повітряних сил США та Корпусу морської піхоти США були широко задіяні для виконання транспортних операцій під час війни в Іраку. Паливозаправники KC-130J, приписані до підрозділів морської піхоти США, налітали в Іраку понад 20 000 годин.
У листопаді 2023 року підтримувані Іраном бойовики, які діяли в Іраку, атакували балістичною ракетою коаліційні сили, спричинивши легкі поранення військовиків та незначні ушкодження інфраструктури. Тоді військовий літак Сил спеціальних операцій США AC-130J Ghostrider піднявся в повітря, виявив бойовиків та завдав удару відплати.

### Місія в Ісламській Республіці Афганістан
Під час війни в Афганістані піддрозділи транспортної авіації міжнародної коаліції, основу яких складали літаки C-130J, забезпечували не лише логістичну, а й штурмову підтримку операцій «Нескорена свобода» та «Вартовий Свободи» (англ. Freedom's Sentinel). Так, зокрема, 4 листопада 2010 року відбувся успішний бойовий дебют KC-130J Harvest Hawk зі складу транспортної ескадрильї авіазаправників VMGR-352 Корпусу морської піхоти США: на підтримку бою морських піхотинців було випущено одну ракету Hellfire, якою знищено 5 ворожих повстанців. Його місія в Афганістані полягала в тому, щоб не тільки надавати безпосередню вогневу підтримку з повітря, але й проводити розвідувальні місії спостереження та розвідки, знаходити саморобні вибухові пристрої. Були розгорнуті дві транспортні ескадрильї морської піхоти — VMGR-352 і VMGR-252, які мали крім С-130J, попервах по одному літаку KC-130J Harvest Hawk. У перших застосуваннях екіпажі «Harvest Hawk» запустили понад 100 «Hellfire», з майже 100-відсотковим влучанням у ціль без жодної жертви серед цивільних.
Королівські повітряні сили Канади також використовували у цій війні свої літаки CC-130J. 22 серпня 2011 року керівництво Повітряних сил Канади оголосило, що підрозділ тактичної транспортної авіації продовжуватиме здійснювати польоти в рамках міжнародної коаліційної місії сприяння безпеці в Ісламській Республіці Афганістан (ISAF) під егідою НАТО.

### Операції коаліційних сил в Лівії
C-130J з кількох країн були розгорнуті під час громадянської війни в Лівії 2011 року для підтримки спільних операцій НАТО й коаліційних сил, таких як «Одіссея. Світанок» та «Unified Protector» (укр. Об'єднаний захисник). Канада надала 2 транспортні літаки C-130J Super Hercules, а Данія — один літак C-130J-30 Super Hercules.

## Гуманітарні місії
У травні — червні 2008 року ескадрилья морських літаків-заправників KC-130J VMGR-152 «Sumos» (англ. Marine Aerial Refueler Transport Squadron 152 (VMGR-152)), яка дислокується на авіаційній базі Корпусу морської піхоти США в Івакуні (Японія), була задіяна для надання допомоги М'янмі в ліквідації наслідків після руйнувань, спричинених смертоносним циклоном Наргіз, який забрав життя 32 000 людей. Загін літаків, розгорнутий для операції «Caring Response», за цей час здійснив 312 вильотів загальною тривалістю 481,8 години й доставив у зону стихійного лиха 1 274 120 кг вантажу. Серед доставлених вантажів — рис, брезент, вода, гігієнічні набори, аптечки, намети, ковдри, різні будівельні матеріали, харчові продукти, кухонне приладдя тощо.
У липні 2010 року загін із двох літаків KC-130J ескадрильї VMGR-152 «Sumos» вирушив до Бангладеш, перевозячи морських піхотинців та їхнє обладнання для підтримки місії з будівництва шкіл для бангладеських дітей. Загалом загоном VMGR-152 перевезли в цій місії понад 16 000 кг вантажу та більш як 40 пасажирів.
Протягом жовтня 2010 року ескадрилья VMGR-152 «Sumos» виконувала операції з надання гуманітарної допомоги в Республіці Філіппіни після тайфуну Мегі, який пронісся над північним островом Лусон зі швидкістю вітру понад 180 км за годину й спричинив стихійні лиха на своєму шляху. Ескадрилья здійснила 14 вильотів, перевізши 144 пасажири й 39  000 кг вантажу для надання допомоги громадянам Республіки Філіппіни, а також евакуювала морських піхотинців і моряків з авіабази Кларк.
Після повені в Пакистані 2010 року літаки KC-130J ескадрильї VMGR-352 «Raiders» (англ. Marine Aerial Refueler Transport Squadron 352 (VMGR-352)) Корпусу морської піхоти США доставили понад 90 000 кг вантажу на всій території Пакистану на підтримку зусиль з ліквідації наслідків повені.
Після землетрусу 11 березня 2011 року в Тохоку в Північно-Східній Японії й нищівного цунамі, ескадрилья VMGR-152 «Sumos» відправила вісім своїх KC-130J до Івакуні для надання допомоги в ліквідації наслідків стихійного лиха та підтримки японського народу в рамках «Operation Tomodachi». У квітні ескадрилья продовжувала підтримувати «Operation Tomodachi».
2017 року об'єднаний флот літаків C-130, L-100, C-130J і LM-100J відіграв важливу роль у наданні гуманітарної допомоги Пуерто-Рико під час ліквідації наслідків стихійних лих після урагану «Марія». Військові й комерційні екіпажі доставляли життєво необхідні вантажі до громад, які постраждали від руйнівного шторму.

## Аварійні інциденти
Деякі з відомих аварійних інцидентів за участю літаків моделі C-130J:
- 12 лютого 2007 року літак Повітряних сил Великої Британії Hercules C4 (C-130J-30), побудований 1998 року, був серйозно пошкоджений під час приземлення на пустельній злітно-посадковій смузі в провінції Майсан поблизу Басри (Ірак) внаслідок підриву на саморобних вибухових пристроях, встановлених уздовж посадкової смуги. Екіпаж і пасажири не постраждали, але планер літака був пошкоджений так, що не підлягав відновленню, і згодом був знищений вибухівкою на місці катастрофи, щоб запобігти потраплянню до рук ворога[103].
- 15 березня 2012 року літак Королівських повітряних сил Норвегії C-130J-30 (найновіший з чотирьох літаків C-130J на озброєнні Норвегії), виконував рейс з авіабази Евенс в Норвегії до Кіруни (Швеція), де мав забрати солдатів і повернутися на норвезьку базу для участі в навчаннях НАТО «Cold Response». Унаслідок несприятливих погодніх умов літак врізався в схил гори Кебнекайсе на висоті 1500 метрів і розпався на частини. Усі п'ять членів екіпажу загинули[104].
- 28 березня 2014 року літак Повітряних сил Індії C-130J-30 розбився поблизу Гваліора (Індія) менше ніж через десять хвилин після зльоту. Загинули всі п'ять членів екіпажу[105]. Літак проводив тренування з польотів на низькій висоті приблизно 90 метрів, рухаючись за літаком C-130J. Під час підйому на висоту 300 метрів через помилку пілота він потрапив у турбулентність від переднього літака, що спричинило падіння[106].
- 2 жовтня 2015 року літак Військово-повітряних сил США C-130J, що входив до складу 455-го експедиційного авіаційного крила авіабази Баграм, розбився приблизно через 28 секунд після зльоту з аеропорту Джелалабад (Афганістан). Загинули всі одинадцять осіб, які перебували на борту (шість американських військовослужбовців і п'ять цивільних підрядників), а також троє афганських військових в сторожовій вежі на землі. Пілот попередньо футляром від окулярів нічного бачення заблокував штурвал керування, але під час наступного зльоту забув вийняти футляр[107].
- 6 грудня 2018 року під час нічного тренувального польоту в момент дозаправлення відбулося зіткнення винищувача F/A-18 Hornet із літаком-заправником KC-130J. П'ять членів екіпажу KC-130J і пілот F/A-18 Hornet загинули. Єдиним, хто вижив, був офіцер з озброєння F/A-18. Обидва літаки належали Корпусу морської піхоти США й базувалися на авіабазі Івакуні (Японія).[108]
- 29 вересня 2020 року винищувач F-35B зіткнувся в повітрі над південною Каліфорнією з заправником KC-130J (BUNO 166765, з авіабази Мірамар в Каліфорнії)) під час дозаправлення в рамках інструкторського курсу з тактики на авіастанції морської піхоти Юма (англ. Marine Corps Air Station Yuma), (штат Аризона). F-35B врізався в правий бік заправника, пошкодивши два двигуни правого крила, шасі й пропелери зовнішнього двигуна лівого крила[109]. Винищувач розбився й впав поблизу парку в місті Солтон-Сіті, спричинивши пожежу, яку загасили місцеві пожежники. Пілот F-35B катапультувався, отримавши легкі поранення. Екіпаж KC-130J зміг впоратися з керуванням літака й здійснив аварійну посадку на морквяне поле неподалік від злітно-посадкової смуги регіонального аеропорту Жаклін Кохран в Термалі. Усі 8 осіб на борту не постраждали.[108]

## Виробництво літаків C-130J
На середину 2024 року компанія Lockheed Martin випродукувала й поставила замовникам понад 540 літаків C-130J, які сумарно налітали понад 3 мільйони годин.
| Рік       | 1998 | 1999 | 2000 | 2001 | 2002 | 2003 | 2004 | 2005 | 2006 | 2007 | 2008 | 2009 | 2010 | 2011 |
| --------- | ---- | ---- | ---- | ---- | ---- | ---- | ---- | ---- | ---- | ---- | ---- | ---- | ---- | ---- |
| Кількість | 19   | 30   | 20   | 15   | 8    | 15   | 13   | 15   | 12   | 12   | 12   | 16   | 25   | 33   |

| Рік       | 2012 | 2013 | 2014 | 2015 | 2016 | 2017 | 2018 | 2019 | 2020 | 2021 | Загальна кількість |
| --------- | ---- | ---- | ---- | ---- | ---- | ---- | ---- | ---- | ---- | ---- | ------------------ |
| Кількість | 34   | 25   | 24   | 21   | 24   | 26   | 25   | 28   | 22   | 22   | 496                |

Попри появу на ринку військово-транспортних літаків новішого конкурента C-130J Super Hercules бразильського реактивного двомоторного літака середньої дальності Embraer C-390 Millennium (перший політ 2015 року) з аналогічними функціями, компанія не планує згортати виробництво C-130J. 2024 року керівник програми розвитку міжнародного бізнесу компанії Ніколас Смайт повідомляв, що компанія виготовляє 20 літаків на рік і планує це робити «до 2040 року або далі».
Хоча з червня 2022 року по грудень 2023 року компанія Lockheed Martin втратила кількох операторів (Австрія, Нідерланди, Південна Корея) на користь реактивного Embraer C-390 Millennium, водночас вона отримала замовлення від Австралії, Філіппін та уряду США, який планує замінити десятки застарілих C-130 на Super Hercules.
Окрім продовження виробництва C-130J, Lockheed Martin розробляє наступне оновлення сімейства Hercules під назвою Block X, з більшим радіусом дії, можливістю керування літаком одним пілотом у разі потреби, з новітніми системами, які забезпечать більшу живучість літака, зокрема на тихоокеанському театрі дій.